# Neoliberalismus
Neoliberalismus (altgriechisch νέος neos, deutsch ‚neu‘ und lateinisch liberalis ‚freiheitlich‘) bezeichnet eine Neufassung wirtschaftsliberaler Ideen im 20. Jahrhundert. Wie der Klassische Liberalismus strebt der Neoliberalismus eine freiheitliche, marktwirtschaftliche Wirtschaftsordnung mit Anerkennung von Privateigentum, Vertragsfreiheit und Freihandel an. Anders als der klassische Liberalismus überträgt er dem Staat jedoch eine aktive ordnungspolitische Rolle in der Wettbewerbspolitik als Schöpfer und Hüter der Wettbewerbsordnung. Die Bezeichnung Neoliberalismus wurde auf einer Konferenz in Paris im Jahr 1938 (Colloque Walter Lippmann) geprägt und wird heute mit zwei Varianten in Verbindung gebracht: (1) deutscher Neoliberalismus, der zusätzlich gewisse staatliche Interventionen in der Sozial- und Konjunkturpolitik befürwortet (Ordoliberalismus); (2) angelsächsisch geprägte Variante, die solche Interventionen ablehnt (Chicagoer Schule, Österreichische Schule).
Der Ausdruck Neoliberalismus entwickelte sich in den 1990er Jahren aber auch zu einem politischen Schlagwort, das eine Wirtschaftspolitik mit folgenden Merkmalen bezeichnet: Intensivierung des Wettbewerbs durch Deregulierung, Durchsetzung des Freihandels und der Finanzglobalisierung, Limitierung des Deficit spending bzw. Austeritätspolitik sowie Verringerung der Rolle des Staates durch Privatisierung und Reduktion der Bürokratie. Kritiker sehen darin eine Schwächung sozialer Gerechtigkeit und demokratischer Politikgestaltung infolge der Dominanz eines ökonomischen Rationalitätsverständnisses.
Hintergrund für den Bedeutungswandel und für die Entwicklung zu einem wesentlich umstrittenen Begriff (Essentially Contested Concept) sind Entwicklungen seit den 1970er Jahren, als der Ausdruck Neoliberalismus von oppositionellen Wissenschaftlern in Chile aufgegriffen wurde. Damals setzten die Chicago Boys in Chile radikale Wirtschaftsreformen um. Die Reformen waren von Ideen der Chicagoer Schule und von Friedrich August von Hayek beeinflusst. Von hier aus verbreitete sich die neue Wortbedeutung in die angelsächsische Welt.

## Begriffsgeschichte
Neoliberalismus ist eine begriffliche Neuschöpfung (aus altgriechisch νέος neos, deutsch ‚neu‘ und lateinisch liberalis ‚die Freiheit betreffend‘), die bereits 1933 von dem französischen Politiker Pierre-Étienne Flandin als néo-libéralisme verwendet wurde und wenige Jahre später auf Vorschlag Alexander Rüstows als Fachausdruck in deutscher Sprache auf dem Colloque Walter Lippmann in Paris definiert wurde. Mit dieser Bezeichnung war ein Liberalismus gemeint, der wirtschaftliche Freiheit unter der Lenkung und Regelsetzung eines starken Staates forderte. Dieser Neoliberalismus war damals weit davon entfernt, einen Marktradikalismus zu propagieren, vielmehr war er als antikommunistischer und antikapitalistischer Dritter Weg konzipiert.

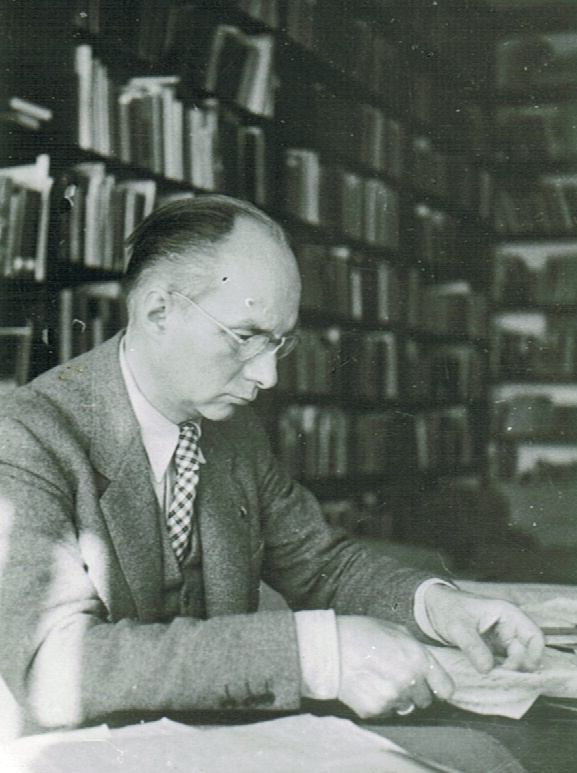
Auf Alexander Rüstow geht der Terminus Neoliberalismus zurück.

### Beziehung zur Freiburger Schule
Nach Boas/Gans-Morse bezieht sich die ursprüngliche Wortbedeutung von Neoliberalismus auf die Freiburger Schule (Ordoliberalismus), die sich als moderate Alternative zum klassischen Liberalismus ansah. Sie lehnten zwar Keynesianismus und einen umfangreichen Wohlfahrtsstaat ab, betonten aber die Bedeutung von Sozialpolitik und lehnten Marktfundamentalismus ab. Dabei grenzten sie sich von anderen liberalen Denkern ab, deren Ideen dem Ordoliberalismus fundamental widersprachen. So beschwerte sich z. B. Rüstow 1960, dass sich Vertreter des Paläoliberalismus als neoliberal bezeichnen, obwohl der Begriff Neoliberalismus von den Ordoliberalen gerade zur Abgrenzung gegenüber dem Paläoliberalismus geschaffen worden war. Während heutige Wissenschaftler oft Friedrich von Hayek und Milton Friedman als Väter des Neoliberalismus ansehen, wurde in den 1950er und 1960er Jahren in wissenschaftlichen Artikeln der Begriff Neoliberalismus spezifisch mit der Freiburger Schule und Ökonomen wie Eucken, Röpke, Rüstow und Müller-Armack in Verbindung gebracht. Wegen seiner fundamentalistischeren Positionen wurde Hayek dagegen damals nur selten und Friedman seinerzeit nie mit Neoliberalismus in Verbindung gebracht. Der Ausdruck wurde in Deutschland auch synonym zur Sozialen Marktwirtschaft benutzt. Ab Ende der 1960er Jahre geriet der Begriff Neoliberalismus jedoch weitgehend in Vergessenheit. Die deutsche Wirtschaftsordnung wurde allgemein als Soziale Marktwirtschaft bezeichnet, was als positiverer Begriff verstanden wurde und auch besser in die Wirtschaftswundermentalität passte. Die Bezeichnung wurde kaum noch gebraucht. Keine ökonomische Schule bezeichnet sich seitdem mehr als neoliberal.

### Bedeutungswandel seit etwa 1980

#### Hintergrund des Bedeutungswandels: Chile
Ausgehend vom als positiv empfundenen Vorbild des Neoliberalismus der Freiburger Schule, des deutschen Modells der Sozialen Marktwirtschaft und dem Wirtschaftswunder, wurde das Wort neoliberalismo in Lateinamerika in den 1960er Jahren sowohl aus marktfreundlicher als auch marktkritischer Perspektive gebraucht, ohne von seiner neutralen bis positiven Bedeutung abzuweichen. Ein erster Bedeutungswechsel setzte ein, als Kritiker der Reformen unter Pinochet 1973 begannen, den Begriff sporadisch – ohne direkten Bezug zur Freiburger Schule oder einem sonstigen Theoriegebäude – zu gebrauchen. Als zentraler Zeitpunkt für diese Verschiebung wird der Staatsstreich Augusto Pinochets in Chile vom 11. September 1973 angesehen: Pinochet besetzte die zentralen Stellen der Wirtschaftspolitik mit Chilenen, die seit 1955 in Chicago bei Friedman studiert hatten, sie wurden als Chicago Boys bekannt. Die unter Pinochet umgesetzte Wirtschaftspolitik war von den mehr fundamentalistischen Theorien Friedmans und Hayeks inspiriert. Es kam innerhalb des autoritären Regimes somit zu einem weitreichenden Rückzug des Staates aus der Wirtschaft, dessen Folgen hochumstritten sind. Bis 1980 kam es so zu einer Bedeutungsverschiebung: Statt den Ordoliberalismus der Freiburger Schule zu bezeichnen, wurde das Präfix neo- auch in akademischem Kontext gleichbedeutend mit radikal und zur Abwertung der Gedankengebäude Friedrich von Hayeks und Milton Friedmans gebraucht, obwohl sich Hayek und Friedman selbst nie als neoliberal bezeichnet haben. Eine mögliche Erklärung hierfür besteht darin, dass die Militärregierung zu Propagandazwecken für ihre Wirtschaftspolitik den Begriff Soziale Marktwirtschaft benutzte, der mit neoliberalismo assoziiert wurde.
Während dieser Militärdiktatur löste sich neoliberalismo vollends von seinem ursprünglichen Bezug und sollte die als radikal empfundene Transformation der Wirtschaft bei politischer Repression kennzeichnen. Mit Neoliberalismus wurde eine aus Ansicht der Kritiker reduktionistische Position gekennzeichnet, die soziale Sicherheit im Namen des ökonomischen Primats opfere. Von hier aus verbreitete sich die neue Bedeutung des Wortes in die angelsächsische Welt, wo es nunmehr fast alles bezeichnen konnte, solange es sich um – normativ negative – Erscheinungen handelt, die mit dem Freien Markt in Verbindung gebracht werden.
Laut Andreas Renner hat Anthony Giddens „den Begriff des Neoliberalismus in seinem heutigen Sinne mit geprägt“. Giddens setze Neoliberalismus mit Thatcherismus bzw. der New Right gleich, worunter er eine wirtschaftsliberal-konservativ ausgerichtete Politikkonzeption fasse. Den so verstandenen Neoliberalismus ordne Ralf Dahrendorf einer maßgeblich auf Ansätzen der neoklassischen Chicago-Schule um Milton Friedman beruhenden „neuen wirtschaftspolitischen Orthodoxie“ zu. Dabei ließen sich die Schlagwörter des „Minimalstaates“ (Giddens: „minimal government“) und des „Marktfundamentalismus“ noch treffender den „marktradikalen“, „libertären“ Minimalstaatskonzeptionen Murray Rothbards, Israel M. Kirzners und anderer zuordnen, welche die Tradition der Österreichischen Schule in den USA fortführten.
Heute wird das Wort Neoliberalismus von Wissenschaftlern vorwiegend zur Bezeichnung von Marktfundamentalismus verwendet, nicht selten im Zusammenhang mit der Wirtschaftspolitik Ronald Reagans (Reaganomics) und Margaret Thatchers (Thatcherismus). Claus Leggewie spricht in diesem Zusammenhang vom „autoritären Neoliberalismus“ und einer „Marktvergötzung, die blind machte für die sozialen Sprengkräfte der forcierten Entstaatlichung.“

#### Neuere Begriffsverwendungen
Nach Auffassung des Wirtschaftswissenschaftlers Andreas Renner steht Neoliberalismus in der modernen Begriffsverwendung als politisches Schlagwort für ökonomistisch verengte Politikkonzepte, die soziale und ökologische Probleme nicht lösen, sondern eher verschärfen. Diese hätten aber keine Grundlage in der ordoliberalen Theorie von Eucken, Röpke und Rüstow, die das Gegenkonzept der „Vitalpolitik“ entwarfen. Renner ruft die deutsche Ordnungsökonomik dazu auf, auf den schwammigen Begriff des Neoliberalismus zu verzichten, da mit Ordoliberalismus ein unverwechselbarer Begriff bereits bestehe. Nach dem Ende der Kontroverse um Marktwirtschaft contra Planwirtschaft werde eine differenziertere Betrachtung verschiedener Marktwirtschaftstypen zunehmend bedeutsam. Dabei gelte es, sich von dem auch vertretenen libertären “free-market liberalism” abzugrenzen.
Nach Boas/Gans-Morse hat sich der Begriff Neoliberalismus zu einem akademischen Schlagwort entwickelt, dessen Begriffsbedeutung anders als bei anderen gesellschaftswissenschaftlichen Begriffen wie z. B. „Demokratie“ nur wenig debattiert wird. Sie zeigen auf, dass der bisherige Gebrauch des Begriffs stark asymmetrisch verteilt ist: In Publikationen wird der Begriff fast nie mit positiver normativer Werthaltigkeit verwendet. Viele Befürworter des freien Marktes erklärten, dass sie den Begriff Neoliberalismus wegen der negativen Konnotation vermeiden und auf andere Begriffe ausweichen würden, so z. B. John Williamson, der sich für den Begriff Washington Consensus entschied.
Die Autoren kommen zu dem Ergebnis, dass Neoliberalismus in seiner neueren Begriffsverwendung alle Bedingungen eines Essentially Contested Concept erfülle. Neoliberalismus verweist auf eine Vielzahl von Konzepten, deren vereinigendes Charakteristikum der Freie Markt ist. Anders als bei anderen Essentially Contested Concepts wie z. B. „Demokratie“ werde eine sinnvolle akademische Debatte über Freie Märkte aber dadurch behindert, dass keine gemeinsame Terminologie verwendet werde. Während Gegner von Neoliberalismus sprechen, weichen Befürworter des Freien Marktes auf andere Begriffe aus. Dadurch komme es nicht zu einer Debatte, die zu einer Einengung der Definition und des dahinterliegenden Konflikts führen könnte, da jede Seite nur unter ihren eigenen Begriffen forsche und publiziere. Somit komme es auch nicht zu einer Diskussion darüber, ob das eine oder andere negative Phänomen tatsächlich unter den Begriff zu fassen sei. Die Autoren sehen aber keine Notwendigkeit, den Begriff Neoliberalismus zu verwerfen; sie zeigen vielmehr einige Szenarien auf, wie der Begriff Neoliberalismus in der empirischen Forschung nützlicher verwendet werden könnte.
Grob lässt sich der neuere Gebrauch des Begriffs Neoliberalismus, neben der wirtschaftsgeschichtlichen, in vier Kategorien einteilen:
1. Politisches Konzept: Am häufigsten ist das Wort im Zusammenhang mit Kritik an wirtschaftspolitischen Reformen verknüpft. So wird der Washington Consensus oft als Beispiel für ein neoliberales wirtschaftspolitisches Programm genannt;[25][26] zum Teil wird Washington Consensus sogar synonym mit Neoliberalismus verwandt.[27] Auch die wirtschaftspolitischen Reformen in den USA unter Reagan (Reaganomics), in Großbritannien unter Thatcher (Thatcherismus),[28] und in Neuseeland unter Roger Douglas (Rogernomics)[29] werden oft als neoliberal bezeichnet. Innerhalb der wirtschaftspolitischen Konzepte lassen sich wiederum drei Kategorien unterscheiden:
  1. Rückführung der Staatsquote
  2. Privatisierung ehemals staatlicher Aufgaben
  3. Deregulierung des Kapitalverkehrs

Nach Joseph Stiglitz ist die neoliberale Überzeugung von einer Kombination dieser drei Elemente gekennzeichnet.[30]
2. Entwicklungsmodell: Daneben findet sich die Bezeichnung neoliberal zur Bezeichnung eines umfassenden Staats- und Ordnungsmodells mit festgelegter Rollenverteilung von Gewerkschaften, privaten Unternehmen und Staat, das (vor allem in Südamerika) das staatsinterventionistische Modell der Strukturalistischen Wirtschaftspolitik ablöste.
3. Ideologie: Weiterhin verwenden Autoren das Wort in der Analyse eines bestimmten normativen Freiheitsverhältnisses des Individuums gegenüber Kollektiven, insbesondere in Bezug auf Freiheit als allumfassenden sozialen Wert, der durch Verringerung des Staates auf ein Minimum gefördert werde. Zu dieser Kategorie gehört zudem die Übertragung ökonomischer Prinzipien auf Lebensbereiche jenseits der Arbeit und wirtschaftlichen Tätigkeit.[31]
4. Akademisches Paradigma: Zuletzt findet neoliberal deskriptiv Anwendung als Bezeichnung eines bestimmten wirtschaftswissenschaftlichen Paradigmas, vor allem der neoklassischen Theorie.

Gerhard Willke sieht in dem Begriff eine „Kampfparole“, aber auch ein politisches „Projekt“ mit den Wegbereitern Hayek und Milton Friedman.
Die amerikanische Politikwissenschaftlerin Wendy Brown schreibt (unter anderem in Anlehnung an Michel Foucault; siehe dort), dass Neoliberalismus mehr sei als eine Wirtschaftspolitik, eine Ideologie oder eine Neuordnung des Verhältnisses von Staat und Wirtschaft. Vielmehr handle es sich um eine Neuordnung des gesamten Denkens, die alle Bereiche des Lebens sowie den Menschen selbst einem ökonomischen Bild entsprechend verändere – mit fatalen Folgen für die Demokratie. Laut dem Politikwissenschaftler Philipp Lepenies ist diese Neuordnung abgeschlossen und der Neoliberalismus zur hegemonialen Interpretation der Welt aufgestiegen. Die ihm zugrunde liegenden Annahmen würden von den meisten Menschen mittlerweile nicht mehr hinterfragt.

## Schulen

### Überblick
Der Begriff Neoliberalismus wird zur Bezeichnung einer breiten, heterogenen Strömung verwendet, wobei die feste Abgrenzung gegenüber anderen wirtschafts- und gesellschaftspolitischen Schulen sowie die Zuordnung einzelner Schulen oder Personen strittig ist. Ebenso ist strittig, wie heterogen die Auffassungen der dem Neoliberalismus zugerechneten Personen sind.
Unterschiedliche Auffassungen zur inhaltlichen Nähe bzw. Unterschiedlichkeit vertreten beispielsweise Meier-Rust und Hegner, die beide Rüstow-Biographien vorgelegt haben. So habe sich beispielsweise lt. Kathrin Meier-Rust bereits beim Colloque Walter Lippmann die Unvereinbarkeit der „Altliberalen“, zu denen sie von Mises und von Hayek zählt, mit den Neoliberalen Eucken, Röpke und Rüstow in unmissverständlicher Klarheit gezeigt. Entsprechend äußerte Rüstow 1959 sein Unbehagen gegen „eine Anzahl von Altliberalen, zum Teil von sehr intransigenten Altliberalen […], besonders in Amerika, die sich fälschlicherweise- und irreführenderweise ‚Neuliberale‘ nennen und damit große Verwirrung stiften. Leider können wir dagegen nicht mit Patentprozessen und Markenschutz vorgehen“. Nach Jan Hegner würden sich die neoliberalen Persönlichkeiten hingegen nicht in ihren grundsätzlichen Auffassungen unterscheiden; vielmehr beständen lediglich Nuancen bei der Frage nach dem Umfang staatlicher Aufgaben und Verantwortungen sowie den daraus resultierenden Interventionsmöglichkeiten.
Laut Hegner kann der Neoliberalismus in gesellschaftlich orientierte Varianten (kontinentaleuropäisch geprägter Neoliberalismus) und individualistisch orientierte Varianten (angelsächsisch geprägter Neoliberalismus) unterschieden werden. Zu den individualistisch orientierten Varianten zählt er die Londoner Schule (Lionel Robbins, Edwin Cannan, Th. Gregory, F.C Benham u. a. m.), die Wiener Schule (Ludwig von Mises, Friedrich August von Hayek, Gottfried von Haberler, Fritz Machlup u. a. m.) und die Chicagoer Gruppe (Milton Friedman, Henry C. Simons, G. Stigler, Frank Knight u. a. m.). „Akzeptiert man die gesellschaftlich orientierten Varianten des Neoliberalismus als Oberbegriff, so läßt sich eine weitere Unterteilung der Konzepte vornehmen. Dies sind im Einzelnen der Ordoliberalismus (auch Freiburger Schule; Walter Eucken, Franz Böhm, Hans Großmann-Doerth), der soziologische Neoliberalismus (Wilhelm Röpke, Alexander Rüstow) und die Soziale Marktwirtschaft.“ Die gesellschaftlich orientierten Varianten würden eine besondere Verpflichtung der Gemeinschaft sehen, diejenigen Gesellschaftsmitglieder aufzufangen, die unverschuldet in eine Notlage gelangen. „Insgesamt kann diese Einteilung nur eingedenk des Umstandes erfolgen, daß diese verschiedenen Varianten bei grundsätzlich gleicher Zielrichtung lediglich unterschiedliche Schwerpunkte haben und daß sich deren Denker gegenseitig beeinflusst haben. Letztlich bestimmen persönliche Forschungsschwerpunkte und Einstellungen und nicht inhaltliche Differenzen die jeweilige Zuordnung dieser Vertreter der kontinentalen Gruppe.“
Im Anschluss an Ernst-Wolfram Dürr beobachtet Ralf Ptak, dass der individualistisch orientierte Neoliberalismus angelsächsischer Prägung wesentlich engere Maßstäbe anlegt, wenn es um die Rolle des Staates bei der Veranstaltung des Wettbewerbs oder die Aufgaben der Sozialpolitik geht. Die Ende der 50er Jahre deutlich zutage getretenen Differenzen zwischen dem kontinentaleuropäisch geprägten Neoliberalismus und dem angelsächsisch geprägten Neoliberalismus, die sich auch in heftigen Auseinandersetzung in der Mont Pèlerin Society niederschlugen, sollten nach Ptak aber nicht überbewertet werden. Die Tatsache, dass der Neoliberalismus insgesamt kein einheitliches Programm aufzuweisen habe, erkläre sich nicht zuletzt aus den länderspezifischen Entwicklungswegen zum bürgerlichen Staat und zur modernen Industriegesellschaft sowie den daraus resultierenden Unterschieden in der nationalökonomischen Dogmenbildung und der Theorie des Liberalismus.
Lars Gertenbach sieht trotz der Heterogenität der Ansätze eine inhaltliche Koinzidenz der verschiedenen Schulen. Sowohl der Ordoliberalismus als auch die Chicagoer Schule lassen sich aus seiner Sicht einerseits vom klassischen Liberalismus (Laissez-faire-Liberalismus) und andererseits vom Sozialismus abgrenzen. Der epistemologische Bruch, der den Neoliberalismus vom klassischen Liberalismus trenne, basiere zwar auf den theoretischen Weichenstellungen Mises, fundiere sich aber erst in den beiden späteren Schulen. Hayek, der als einziger sowohl an der Österreichischen Schule, der London School, der Chicagoer Schule und dem Ordoliberalismus maßgeblichen Anteil habe, wurde laut Gertenbach somit zum Konvergenzpunkt des Neoliberalismus. Doch trotz dieser grundlegenden Übereinstimmung bestehen laut Gertenbach auch weitreichende Unterschiede zwischen Hayek und dem Ordoliberalismus: „Das ordoliberale Projekt der bewussten Gestaltung einer marktgerechten Regelordnung samt der Orientierung am Kriterium der sozialen Gerechtigkeit widerspricht der hayekschen Theorie der spontanen Ordnung“. Eine weitere wirtschaftstheoretische Differenz liege darin, dass Hayek sich im Unterschied zu Eucken vollständig von der neoklassischen Vorstellung eines Marktgleichgewichts distanziert habe. Die Differenz bestehe jedoch weniger in der grundlagentheoretischen Ausrichtung, sondern sei „auf die politische Programmatik gerichtet und findet ihre wesentliche Bestätigung in der politischen Rhetorik“. Anders als der Ordoliberalismus verstehe sich Hayeks Neoliberalismus gerade in politischer Hinsicht nicht als mäßigender und vermittelnder Weg der Mitte.
Ingo Pies kommt zu dem Schluss, dass trotz Unterschieden im Detail die Werke von Hayek und Eucken die gleiche Konzeption aufweisen.
Der Wirtschaftsethiker Peter Ulrich sieht die Differenz zwischen dem (angelsächsisch geprägten) Neoliberalismus und dem Ordoliberalismus vornehmlich darin, dass der „effizienzvernarrte Neoliberalismus […] den Primat der Politik nur genau so weit [vertritt], wie es um die staatliche Bereitstellung der Funktionsvoraussetzungen des marktwirtschaftlichen Systems im Sinne effizienter Kapitalverwertung“ gehe, während die „Vordenker des Ordoliberalismus, namentlich Wilhelm Röpke und Alexander Rüstow, weniger eindeutig Walter Eucken, […] nachdrücklich den Primat der politischen Ethik vor der ökonomischen Logik des Marktes“ verträten.

#### Vorstellungen von einer marktgerechten Regelordnung
Gertenbach sieht „inhaltliche Überschneidungen“ der Theorie Hayeks mit dem Ordoliberalismus in der „Notwendigkeit eines juristisch-institutionellen Regelwerks“ für die marktliche Ordnung. Dabei widerspricht aber die ordoliberale Vorstellung von einer bewussten Gestaltung einer marktgerechten Regelordnung und der politischen Orientierung am Kriterium der sozialen Gerechtigkeit Hayeks Theorie der spontanen Ordnung, da nach Hayeks Ansicht der Versuch einer bewussten Gestaltung von Regeln auf einer „Anmaßung von Wissen“ beruhe (erkenntnistheoretischer Skeptizismus). Nach Ingo Pies könne Hayeks Plädoyer die Ordnung nicht zu planen nicht so interpretiert werden, als habe er eine generelle politische Enthaltsamkeit gefordert. Hayek verwende den Ausdruck „Ordnung“ nicht wie Eucken im Sinne einer Regelkategorie, sondern im Sinne einer Ergebniskategorie, was nach Ansicht von Pies in der Literatur zu zahlreichen Missverständnissen geführt habe. Hayek sei es um eine Spontanität der Ordnung gegangen, nicht aber um eine Spontanität der Regeln. So sei es für Hayek durchaus vorstellbar gewesen, dass die Bildung einer spontanen Ordnung vollkommen auf Regeln beruht, die absichtlich gemacht wurden.
Sowohl Hayek als auch die Chicagoer Schule und der Ordoliberalismus sprechen sich für eine staatliche Sicherung des Existenzminimums aus. Nach Reinhard Zintl ist für Hayek jedoch wichtig, dass es dabei nicht um die Korrektur vermeintlicher Ungerechtigkeiten des Wettbewerbsprozesses gehe, sondern um kollektive Verantwortung. Nach Philipp Batthyány galt für Hayek dabei der Grundsatz, dass sich (staatliche) Regeln nur auf die Arten des Verhaltens, nicht aber auf die Änderung von Marktergebnissen, d. h. die Verteilung von Macht und Einkommen, beziehen dürfen. Eine Einkommensbesteuerung mit progressivem Tarifverlauf lehnte Hayek ab. Nach der ordoliberalen Vorstellung Euckens hingegen bedarf zum Beispiel die sich aus dem Wettbewerb ergebende Einkommensverteilung einer ordnungspolitischen Korrektur für Haushalte mit geringem Einkommen, etwa durch eine Einkommensbesteuerung mit progressivem Tarifverlauf. Unter bestimmten Umständen wird auch die Festsetzung eines Mindestlohns befürwortet.
Die Chicagoer Schule vertritt laut Bernd Ziegler eine Laissez-faire-Politik, die dem Staat nur eng begrenzte Aufgaben zuweist. Danach soll der Staat das Privateigentum schützen, das Land verteidigen und die Ärmsten unterstützen. Insbesondere Milton Friedman sah im Sozialstaat ein teures „Monster“, sozialen Wohnungsbau lehnte er ebenso ab wie staatliche Altersversorgung oder Mindestlohn.

#### Wettbewerbsordnung
Für die ordoliberale Schule garantiert das Kartellrecht die Funktionsbedingungen des freien Marktes, staatliches Handeln wird hier für erforderlich erachtet. „Die Chicago School sieht dies nicht, weil sie davon ausgeht, Wettbewerb werde sich aufgrund des Fehlens von Marktzutrittsschranken stets einstellen. So wird selbst das Kartellrecht zu einer Form mißliebiger Regulierung, die es zurückzudrängen gilt.“ Hayek lehnte eine mit Zwang verbundene Wettbewerbspolitik des Staates grundsätzlich ab. Lediglich bei Monopolen auf lebensnotwendige Güter oder Dienstleistungen sah er staatliche Eingriffe als gerechtfertigt an. „Im Gesamtwerk Hayeks ist durchgängig erkennbar, dass Hayek die private, wirtschaftliche Macht in Relation zur Macht des Staates als nicht freiheitsbedrohlich und vor diesem Hintergrund als nicht verwerflich einstuft […] Für Hayek bedeuten Wirtschaftsmonopole und die von ihnen ausgehende Marktmacht grundsätzlich keine Gefährdung der individuellen Freiheit und darüber hinaus auch keine Gefährdung des Wettbewerbs […] dabei tendiert Hayek im Spätwerk dazu, seine Haltung zum Monopolproblem auch mit der Effizienz wettbewerbsbewährter Monopole und also nicht im strengen Sinne freiheitlich zu begründen.“

### Geschichtliche Entwicklung der Denkschulen

#### Ursprung
Bereits im 19. Jahrhundert finden sich vereinzelt Autoren, die sowohl den klassischen Liberalismus wie den Sozialismus ablehnen. In diesem Sinne nennt Wilhelm Röpke als Vorläufer Jean-Charles-Léonard Simonde de Sismondi, Pierre-Joseph Proudhon, Wilhelm Heinrich Riehl, Pjotr Alexejewitsch Kropotkin und Pierre Guilleaume Fréderic Le Play. Der eigentliche Beginn des Neoliberalismus wird meist auf die Zeit zwischen den beiden Weltkriegen datiert. Werden Ludwig von Mises, Frank Knight und Edwin Cannan auch meist noch nicht als Vertreter des Neoliberalismus geführt, so war doch insbesondere der Einfluss von Mises’ auf die nachfolgende Generation groß: Seine Kritik an der zentral geplanten Wirtschaft und die monetäre Überinvestitionstheorie aus den 1920er Jahren wurden in liberalen Kreisen weithin rezipiert. Als erste Schulen, die meist dem Neoliberalismus zugerechnet werden, entstanden in den 1930ern die Freiburger Schule, die School of Cannan und die Chicago School.

#### Colloque Walter Lippmann

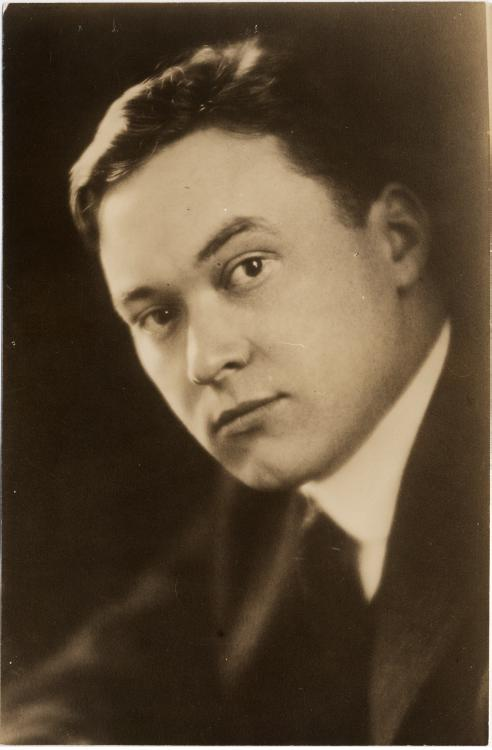
Walter Lippmann, einer der Begründer des Neoliberalismus

Der Kapitalismus verlor nach der Weltwirtschaftskrise zwischen 1929 und 1932 erheblich an Popularität, wobei die Neoklassische Theorie und der mit ihr verbundene klassische Liberalismus in diesem Kontext als hauptverantwortlich angesehen wurde. Der britische Historiker Eric Hobsbawm resümierte: „Die Lektion, daß der liberale Kapitalismus der Vorkriegsjahrzehnte tot war, wurde fast überall in der Epoche der beiden Weltkriege und der Weltwirtschaftskrise selbst von denen begriffen, die sich weigerten, ihm ein neues theoretisches Etikett anzuhängen.“ Zunächst bestand auch kaum Kontakt zwischen den einzelnen „neuliberalen“ Schulen. Auf Einladung von Louis Rougier kam 1938 ein erstes internationales Treffen in Paris zustande, das Colloque Walter Lippmann. Der offizielle Zweck des Treffens bestand darin, die von Walter Lippmann in seinem Buch The Good Society aufgeworfenen Ideen zu diskutieren. Neben Rougier und Lippmann nahmen 24 weitere Intellektuelle teil, unter ihnen Raymond Aron, Friedrich August von Hayek, Ludwig von Mises, Michael Polanyi, Wilhelm Röpke und Alexander Rüstow. Die Diskussion drehte sich um die Frage, wie der Liberalismus erneuert werden konnte. Teilnehmer wie Rüstow, Lippmann und Rougier waren der Ansicht, dass der Laissez-faire-Liberalismus und der klassische Liberalismus versagt hatten und durch einen neuen Liberalismus ersetzt werden mussten. Andere Teilnehmer wie Mises und Hayek waren von der These weit weniger überzeugt, fühlten sich aber ebenfalls dem Ziel verbunden liberalen Ideen neue Schlagkraft zu verleihen. In dem Colloque wurde auch beschlossen, den Think Tank Centre International des Études pour la Rénovation du Libéralisme zu gründen, der diese Ideen weiterverfolgen sollte. Dieser Neoliberalismus war als antikommunistischer und antikapitalistischer Dritter Weg konzipiert.

#### Mont Pèlerin Society
Nach dem Zweiten Weltkrieg vermehrten sich die internationalen Kontakte mit der Gründung der Mont Pèlerin Society. 15 Teilnehmer des Colloque Walter Lippmann gründeten 1947 die Mont Pèlerin Society, um neoliberale Denker zu sammeln und um die Ideen des Neoliberalismus zu verbreiten. Anfang der 1960er Jahre kam es zu einer Auseinandersetzung zwischen einer Gruppe um von Hayek und einer Gruppe um Hunold und Wilhelm Röpke um die zukünftige Ausrichtung der Gesellschaft. In der Folge legte Röpke 1962 die Präsidentschaft nieder und Hunold und Röpke traten aus. Acht Mitglieder der Mont Pèlerin Society wie Friedrich von Hayek, Milton Friedman, George Stigler und James M. Buchanan wurden mit dem Alfred-Nobel-Gedächtnispreis für Wirtschaftswissenschaften ausgezeichnet.

### Kontinentaleuropäisch geprägter Neoliberalismus

#### Ordoliberalismus
Der Begriff „Ordoliberalismus“ geht zurück auf Hero Moeller und wurde in den 1950er Jahren in die Diskussion eingeführt. Er setzte sich erst allmählich durch und wurde teils synonym für deutschen „Neoliberalismus“, teils als präzisierende Verengung für die Freiburger Schule verwendet. Zuweilen wird er dem Neoliberalismus auch entgegengesetzt, soweit „Neoliberalismus“ auf das unter dem Einfluss von Hayek und Friedman in der Mont Pèlerin Society entwickelte Gedankengut der Wiener und Chicagoer Schule beschränkt wird. Der Ordoliberalismus der Freiburger Schule nimmt innerhalb der deutschen Spielart des Neoliberalismus eine zentrale Stellung ein. Die Freiburger Schule entstand zu Beginn der 1930er Jahre, als Juristen und Wirtschaftswissenschaftler unter Leitung Euckens die Buchreihen Probleme der theoretischen Nationalökonomie und Ordnung der Wirtschaft herausgaben. Ihrer Ansicht nach begünstige das deutsche Recht Kartelle und Monopole; ihre besondere Aufmerksamkeit galt deshalb der Kartellgesetzgebung und der Einschränkung wirtschaftlicher Macht und dem Erhalt des Wettbewerbs. Dies ging in ihre Überlegungen zur wirtschaftlichen Gestaltung Deutschlands nach dem Ende des Nationalsozialismus mit ein. Es bestanden Beziehungen zum Widerstand um Carl Friedrich Goerdeler und dem Freiburger Kreis.

„Wenn nämlich jemals eine Theorie die Zeichen der Zeit richtig zu deuten wußte und einer ihren Erkenntnissen gemäßen Wirtschafts- und Gesellschaftspolitik neue Impulse gab, dann waren es die Gedanken der Männer, die heute als Neo- oder Ordoliberale gelten. Sie haben der Wirtschaftspolitik immer mehr gesellschaftspolitische Akzente verliehen und sie aus der Isolierung eines mechanistisch-rechenhaften Denkens gelöst.“

##### Soziale Marktwirtschaft

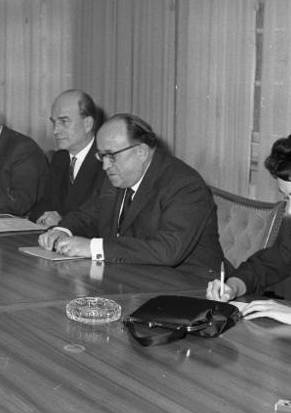
Alfred Müller-Armack (Mitte) entwickelte das Konzept der Sozialen Marktwirtschaft

Die Soziale Marktwirtschaft geht von den Vorstellungen des Ordoliberalismus aus, setzt aber mit größerem Pragmatismus, z. B. hinsichtlich prozesspolitischer Beeinflussung in der Konjunkturpolitik, und stärkerer Betonung der Sozialpolitik eigene Akzente. In seinem Werk Wirtschaftslenkung und Marktwirtschaft (1946) entwickelte Alfred Müller-Armack das Konzept der „Sozialen Marktwirtschaft“. Der Markt und das Soziale seien dabei nicht als Gegensätze zu verstehen: Enorme Sozialleistungen seien vielmehr bereits das Ergebnis: Die Effizienz des Marktprozesses ermögliche die permanente Steigerung des Lebensstandards. Damit steige auch das Pro-Kopf-Einkommen und die zur Verfügung stehenden Geldmittel für Sozialleistungen. Die Konsumentensouveränität und der Wettbewerb wirkten Machtkonzentrationen entgegen. Karl Georg Zinn schreibt: „Jedoch bestehen auch erhebliche Differenzen zwischen Müller-Armack und den neoliberalen Anhängern einer freien bzw. liberalen Marktwirtschaft. In vielerlei Hinsicht steht Müller-Armack mit seinen philosophisch übergreifenderen Vorstellungen den beiden Emigranten Röpke und Rüstow näher als dem ordnungstheoretischen Puristen Walter Eucken. Müller-Armack gab der Sozialpolitik und der staatlichen Konjunktur- und Strukturpolitik ein weit größeres Gewicht als Eucken.“ Zu ergänzen sei der Markt demnach um soziale Institutionen wie eine gewisse Einkommensumverteilung, Familienzuschüssen, Ausbau der Sozialversicherungen, sozialen Wohnungsbau und auch betriebliche Mitbestimmung. Unter Einbeziehung von Elementen der christlichen Sozialethik sollte die Soziale Marktwirtschaft die Mängel eines ungezügelten Kapitalismus ebenso wie die der zentral gelenkten Planwirtschaft vermeiden und stattdessen „das Prinzip der Freiheit auf dem Markte mit dem des sozialen Ausgleichs verbinden“.
Für den Vollstrecker der Sozialen Marktwirtschaft, Ludwig Erhard, war „der Markt an sich sozial“ und brauchte nicht erst „sozial gemacht zu werden.“ Erhard hatte ein wesentlich stärkeres Engagement für die freiheitliche und marktwirtschaftliche Komponente als die Schöpfer des theoretischen Konzeptes der Sozialen Marktwirtschaft. Seine Zielvorstellung war die Utopie einer entproletarisierten Gesellschaft von Eigentumsbürgern, die keiner Sozialversicherungen mehr bedürften. Mit dem Konzept des Volkskapitalismus versuchte er eine freiere und gleichere Gesellschaft zu schaffen. Einzelne Versuche, durch Förderung einer breiten Vermögensbildung der Bürger das Konzept des Volkskapitalismus in die Praxis umzusetzen, blieben aber weitgehend wirkungslos. Die Soziale Marktwirtschaft wurde seit 1957 von der Erhardschen Auslegung als Volkskapitalismus zur Marktwirtschaft mit eigenständiger Sozialstaatlichkeit umgedeutet. Erst dadurch wurde der Begriff Soziale Marktwirtschaft zur zentralen Konsens- und Friedensformel des mittleren Weges.

##### Walter Eucken

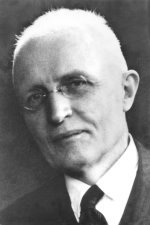
Walter Eucken

Eucken verhalf dem Denken in Ordnungsmodellen in Deutschland zum Durchbruch. In seinen Grundlagen der Nationalökonomie (1940) versuchte er, die bis dahin übliche Trennung von theoretischer (angelsächsischer) Ökonomie und der in Deutschland noch vorherrschenden historischen Methode zu überwinden. Als Ergebnis gewinnt er zwei Grundtypen idealtypischer Wirtschaftssysteme: Die Zentralverwaltungs- und Verkehrswirtschaft. In den Grundsätzen der Wirtschaftspolitik (1952) bringt er diese Modelle mit realen Wirtschaftsordnungen in Verbindung. Mischmodelle lehnt er aufgrund ihres Mangels an leitenden Prinzipien ab. Er entwickelt anhand dieser Modelle ein Wirtschaftssystem vollständiger Konkurrenz und zeigt auf, wie dieses real verwirklicht werden könne. Nur durch permanenten Wettbewerb sei es möglich, wirtschaftliche Macht und individuelle Freiheit in Einklang zu bringen.
Die von Eucken aufgestellten Leitlinien wurden in der Sozialen Marktwirtschaft, wie sie Ludwig Erhard (1949–1963 Bundeswirtschaftsminister, 1963–1966 Bundeskanzler) durchgesetzt hat, beispielhaft verdichtet. Somit gilt Eucken als der theoretische Vordenker der Sozialen Marktwirtschaft.
Ab 1948 gab er die Zeitschrift ORDO – Jahrbuch für die Ordnung von Wirtschaft und Gesellschaft heraus.
Das Walter Eucken Institut an der Universität Freiburg, das sich der ordnungspolitischen Grundlagenforschung verschrieben hat, und das Walter-Eucken-Archiv, das sich mit der Rezeption des Ordoliberalismus in der deutschen und europäischen Politik auseinandersetzt, sind nach ihm benannt. Anlässlich seines 50. Todestages wurde die Stiftung Ordnungspolitik gegründet.

##### Franz Böhm
Franz Böhm zählt neben Eucken zu den Begründern der Freiburger Schule (auch Ordoliberalismus). Zu seinen wirkungsreichsten Lehren zählt die Analyse der Interdependenz von Rechtsordnung und Wirtschaftsordnung, von Privatrechtsgesellschaft und Marktwirtschaft. Die Privatrechtsgesellschaft zeichnet sich für ihn durch die Trennung von Staat und Gesellschaft aus. Sie bedarf zu ihrer Fortentwicklung der Wettbewerbsordnung. In seinen frühen Schriften vertritt er die Auffassung, vollständigen Wettbewerb durch die Norm der Wettbewerbsordnung konstruktivistisch zu erzwingen. Die späteren Schriften lassen von dieser Forderung ab und beschränken sich auf Wettbewerbsfreiheit in gesetzlichem Rahmen (Freiheit und Ordnung in der Marktwirtschaft).

##### Weitere Vertreter des Ordoliberalismus
Weitere Vertreter der Freiburger Schule sind Hans Grossmann-Doerth, Hans Gestrich, Bernhard Pfister, Constantin von Dietze, Friedrich A. Lutz, Fritz W. Meyer, Karl Friedrich Maier, Leonhard Miksch, Adolf Lampe und Rudolf Johns. Eng mit ihr verbunden sind darüber hinaus Erwin von Beckerath, Günter Schmölders und Heinrich Freiherr von Stackelberg.

#### Soziologischer (Neo-)Liberalismus
Die Theorien Alexander Rüstows, Wilhelm Röpkes und zum Teil auch Alfred Müller-Armacks werden, in Anlehnung an Röpke, als Soziologischer Neoliberalismus (auch Soziologischer Liberalismus oder Wirtschafts- und Sozialhumanismus) bezeichnet. Dieser wird als eine besondere Richtung dem Ordoliberalismus in einem weiteren Sinne zugerechnet, wobei diese Zuordnung umstritten ist.
Beschäftigte sich die Freiburger Schule hauptsächlich mit der Beschränkung wirtschaftlicher Macht, richtete sich der Blick bei Rüstow und Röpke auch auf soziologische Probleme, etwa der sozialen Kohäsion („sozialer Ausgleich“) und Vermassung. Das Instrumentarium des Ordoliberalismus wird deshalb um soziale Interventionen erweitert. Die Marktwirtschaft dient dabei als Mittel zur Verwirklichung einer christlich-humanistischen Ethik.

##### Wilhelm Röpke
„Das Maß der Wirtschaft ist der Mensch. Das Maß des Menschen ist sein Verhältnis zu Gott.“

Die Wirtschaftsordnung ist für Röpke nur ein Teil einer Gesellschaftsordnung: Aufgabe der Gesellschaftsordnung sei es, der Entwurzelung des Menschen entgegenzuwirken und so der menschlichen Anfälligkeit für kollektivistische Strömungen entgegenzuwirken. Früh erkannte er Tendenzen zum modernen Wohlfahrtsstaat kollektivistischer Prägung, die er eindringlich kritisierte.

##### Alexander Rüstow

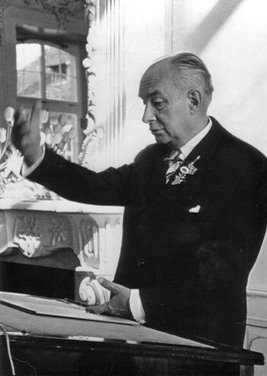
Alexander Rüstow prägte 1938 den Begriff Neoliberalismus

Im September 1932 umriss Alexander Rüstow auf einer Tagung des Vereins für Socialpolitik die Ziele eines neuen Liberalismus:

„Der neue Liberalismus jedenfalls, der heute vertretbar ist, und den ich mit meinen Freunden vertrete, fordert einen starken Staat, einen Staat oberhalb der Wirtschaft, oberhalb der Interessenten, da, wo er hingehört.“

In dieser Rede machte Rüstow staatliche Interventionen zur Vermeidung unerwünschter Strukturwandlungen für massive wirtschaftliche und gesellschaftliche Fehlentwicklungen verantwortlich. Anstatt diese notwendigen Anpassungen zu behindern, sollte dieser Prozess vielmehr beschleunigt werden, um Reibungsverluste gering zu halten. Rüstow wandte sich gegen Erhaltungssubventionen, schlug aber als einen Dritten Weg zwischen einem Nichtinterventionismus und einem sich stetig ausweitenden Interventionismus vor, Anpassungssubventionen dann zu gewähren, wenn diese in zeitlich und materiell begrenztem Umfang oder in außergewöhnlichen Situationen gewährt werden. Hierdurch soll das Ergebnis eines Strukturwandels durch gezielte, marktkonforme Eingriffe beschleunigt herbeigeführt werden, um die Anpassungskosten zu minimieren.
Rüstow verstand den „starken Staat“ als Gegenmodell zu einem sich dem Ansturm von Interessensgruppen nicht mehr erwehren könnenden ohnmächtigen Staat. Seine Stärke resultiere nicht aus seiner Aufgabenfülle oder weitreichenden Kompetenzen, sondern allein aus seiner Fähigkeit, sich nicht von rivalisierenden Interessenverbänden beeinflussen zu lassen. Diese Fähigkeit beruhe auf der Beschränkung der Aufgaben des Staates auf die Pflege des Ordnungsrahmens. Nach Rüstows Vorstellung hat der Markt eine dienende Funktion, er soll die materielle Versorgung des Einzelnen und der Gesellschaft sicherstellen. In der Sphäre des Marktes ist der Wettbewerb das Organisationsprinzip. Das Wettbewerbsprinzip befördert aber keine soziale Integration, alleine auf diesem Prinzip kann eine Gesellschaft nicht beruhen. Deshalb unterscheidet Rüstow als zweite Sphäre den Marktrand, worunter er das eigentlich Menschliche versteht, also Kultur, Ethik, Religion und Familie. Hier sind moralische Werte das Organisationsprinzip. Diese Sphäre hat die Aufgabe, Integration, Solidarität und Versittlichung zu gewährleisten. Der Staat hat die Aufgabe, die beiden Sphären voneinander abzugrenzen und innerhalb der jeweiligen Sphäre den Ordnungsrahmen zu setzen und zu garantieren und sich dabei nur da in die Sphären einzumischen, wo die Selbstorganisation nicht funktioniert (Subsidiaritätsprinzip).

##### Italien
Die wichtigsten italienischen Wissenschaftler mit Bezug zum Neoliberalismus sind Luigi Einaudi, Costantino Bresciani Turroni, Bruno Leoni und Carlo Antoni. Luigi Einaudi war Präsident der Banca d’Italia und wurde später Vizepräsident und Finanzminister, von 1948 bis 1955 war er italienischer Präsident.

#### Frankreich
Vertreter des Neoliberalismus in Frankreich sind Louis Rougier, der Initiator des Colloque Walter Lippmann, Louis Baudin, Maurice Allais, Gaston Leduc, Daniel Villey und Jacques Rueff. Ab 1980 trat die Gruppe des Nouveaux Économistes auf.

### Angelsächsisch geprägter Neoliberalismus

#### School of Cannan
An der London School of Economics (LSE) bildete sich in den 1930er Jahren um Edwin Cannan eine ökonomische Schule heraus, die im Gegensatz zum damals vorherrschenden fabianischen Sozialismus stand. Cannan selbst stand noch unter dem Einfluss der englischen Klassiker. Der Schule gehörten – außer ihrem Gründer Cannan – Frederic Charles Benham, Theodore Emmanuel Gregory, William Harold Hutt, Frank Walter Paish, Arnold Plant und Lionel Charles Robbins an. Bis auf Hutt, der an der Universität Kapstadt lehrte, waren alle an der LSE tätig.
Einfluss auf die School of Cannan übten vor allem Mises und Hayek aus. Hayek war von 1935 bis 1950 Professor in London. Insbesondere seine Kritik an einer zentral gesteuerten Wirtschaft übte eine nachhaltige Wirkung aus. Weiterhin grenzte sich die School of Cannan vom Keynesianismus ab. Dennoch standen sie dem klassischen Laissez-faire-Liberalismus fern. Die Rezeption der Gruppe in der Wirtschaftswissenschaft war – gemessen am Keynesianismus – vernachlässigbar.
Das Institute of Economic Affairs wurde 1957 von den Mitgliedern der Gruppe gegründet. Die School of Cannan gab die sogenannten Hobart Papers, die Readings, die Occasional Papers sowie ab 1980 das Journal of Economic Affairs heraus.

#### Karl Popper
Karl Popper wird gelegentlich als früher Neoliberaler eingeordnet. Er war befreundet mit Hayek und verdankte diesem eine Dozentenstelle an der London School of Economics and Political Science. In seinem Kritischen Rationalismus, insbesondere seiner Theorie der Offenen Gesellschaft kritisierte er Historizismus und Totalitarismus. Er vertrat eine Gesellschaftsphilosophie mit moderater Intervention des Staates, der unter demokratischer Kontrolle stehen muss. Demokratie ist für Popper aber nicht die Herrschaft der Mehrheit oder Auswahl der Regierung durch die Mehrheit, sondern sie ist lediglich dadurch gekennzeichnet, dass die Regierung von einer Mehrheit abgesetzt werden kann. Er unterschied zwischen Stückwerktechnologie, die er befürwortete, und utopischer Sozialtechnik, die er ablehnte und dem Faschismus und dem Kommunismus gleichermaßen zuschrieb. Die utopische Sozialtechnik zeichnet sich demnach durch die für Popper falsche Ansicht aus, dass wirkliche gesellschaftliche Änderungen auf die Gesellschaftsform als Ganzes abzielen müssten. Popper fordert stattdessen schrittweise Reformen zur Beseitigung der drängendsten gesellschaftlichen Probleme. Kontrovers diskutiert wurde diese Auffassung u. a. von Jürgen Habermas im Positivismusstreit des Kritischen Rationalismus mit der Frankfurter Schule.
Popper war ursprünglich Sozialist, zeitweise sogar Kommunist. Er wandte sich jedoch vom Kommunismus ab, als er erlebte, wie Personen in seinem damaligen Freundeskreis sich schon als zukünftige Führer der Arbeiterschaft sahen und 1919 bei einer Schießerei in der Hörlgasse acht seiner Kameraden von der Polizei erschossen wurden, als sie versuchten, Gefangene zu befreien. Popper lastete die Schuld dafür der Ideologie an, die Revolution sei sowieso unvermeidlich und man müsse alles tun, um sie herbeizuführen, und selbst wenn das Todesopfer koste, seien es immer noch weniger als ansonsten der Kapitalismus fordere. In seiner Autobiographie schrieb er später, er sei danach noch viele Jahre ein Sozialist geblieben, habe an ein einfaches Leben in einer egalitären Gesellschaft geglaubt, aber dann erkannt, dass dies nur ein schöner Traum gewesen sei; dass Freiheit wichtiger sei als Gleichheit, dass Gleichheit die Freiheit gefährde, und dass es, wenn die Freiheit verloren ginge, nicht einmal Gleichheit unter den Unfreien gebe.
Er wurde Gründungsmitglied der Mont Pèlerin Society, unterschied sich aber insofern von den anderen Gründungsmitgliedern, als er sich vor der Gründung und noch bei den ersten Treffen betont dafür einsetzte, auch Sozialisten darin aufzunehmen, ganz gezielt, um einer Homogenität der Grundannahmen entgegenzuwirken. Eine solche Homogenität betrachtete er gemäß seinen erkenntnistheoretischen Positionen als schädlich. Er hoffte, die Mont Pèlerin Society könne dadurch vielleicht eine Versöhnung von Liberalismus und Sozialismus bewirken. Jedoch wurde seine Forderung nicht beachtet.
Popper befürwortete zwar einen freien Markt, noch in einem Interview kurz vor seinem Tod kritisierte er aber, das Prinzip zum Götzen zu erheben. Freie Märkte seien nötig, damit nicht an den Bedürfnissen der Konsumenten vorbeiproduziert werde, aber wesentlicher sei der Humanitarismus: Am wichtigsten sei die Sicherung des Friedens (wozu er auch das Mittel des Krieges als legitim ansah), dann, dass niemand hungern müsse, an dritter Stelle stehe Vollbeschäftigung, und an vierter Stelle die Bildung. Insofern sind Poppers Ansichten untypisch für den Neoliberalismus. Das gilt selbst für den frühen Neoliberalismus, der eher noch dem Wohlfahrtsstaat zugewandt war, als es später nach der Rückkehr zum laissez faire der Altliberalen der Fall war.

#### Österreichische Schule
Die Zuordnung der Österreichischen Schule zum Neoliberalismus ist strittig: Sehen einige Autoren ihre Vertreter ab der dritten Generation als typische Vertreter des Neoliberalismus, so bestreiten andere Autoren, darunter auch Vertreter der Neo-Austrians die Zugehörigkeit Mises zum Neoliberalismus und sehen seine Lehren in Gegensatz dazu und ordnen ihn dem klassischen Liberalismus zu. Auch Alexander Rüstow und Wilhelm Röpke ordneten die Österreichische Schule dem Alt- bzw. Paläoliberalismus zu, den sie vom Neoliberalismus abgrenzten.

##### Ludwig von Mises

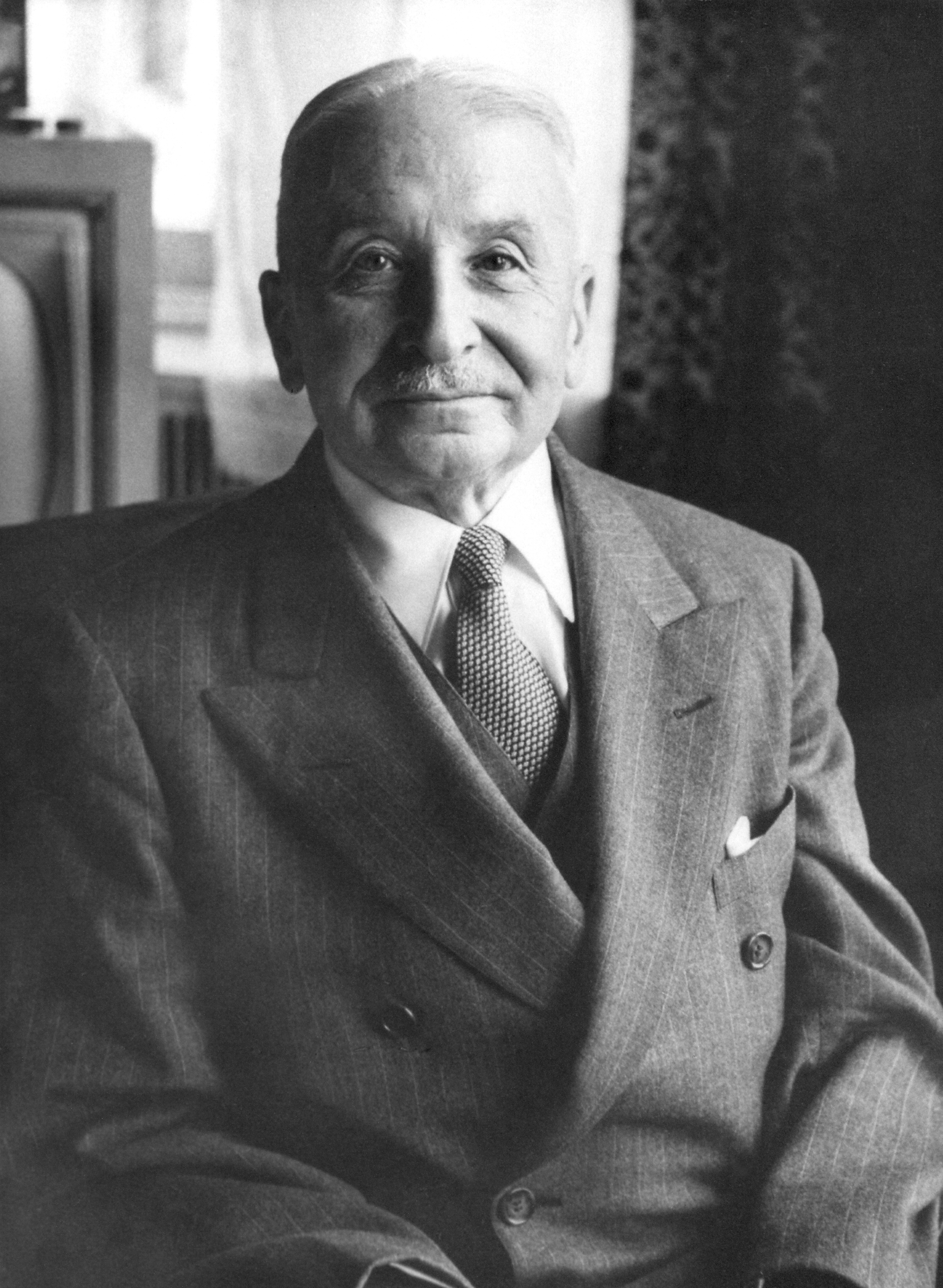
Ludwig von Mises

Mises entwickelte eine streng mikroökonomische Analyse des Interventionismus: In seinen frühen Werken Liberalismus (1927) und Kritik des Interventionismus (1929) untersuchte er staatliche Eingriffe auf ihre Wirksamkeit hin. Er kommt zu dem Ergebnis, dass staatliche Eingriffe niemals das von ihnen selbst gesteckte Ziel erreichen. Stattdessen würden sie zu zunehmender Einschränkung individueller Freiheit durch obrigkeitsstaatliche Anordnungen, Verbote und Regulationen führen. Dies führe zu einem schleichenden Erosionsprozess (vgl. Ölflecktheorem). Mises lehnt Mischsysteme deshalb als dauerhaft unmöglich ab. Sein umfassendstes Werk Nationalökonomie. Theorie des Handelns und Wirtschaftens (1940) entwickelt auf Basis des methodologischen Individualismus eine deduktive Theorie menschlichen Handelns.

##### Friedrich von Hayek

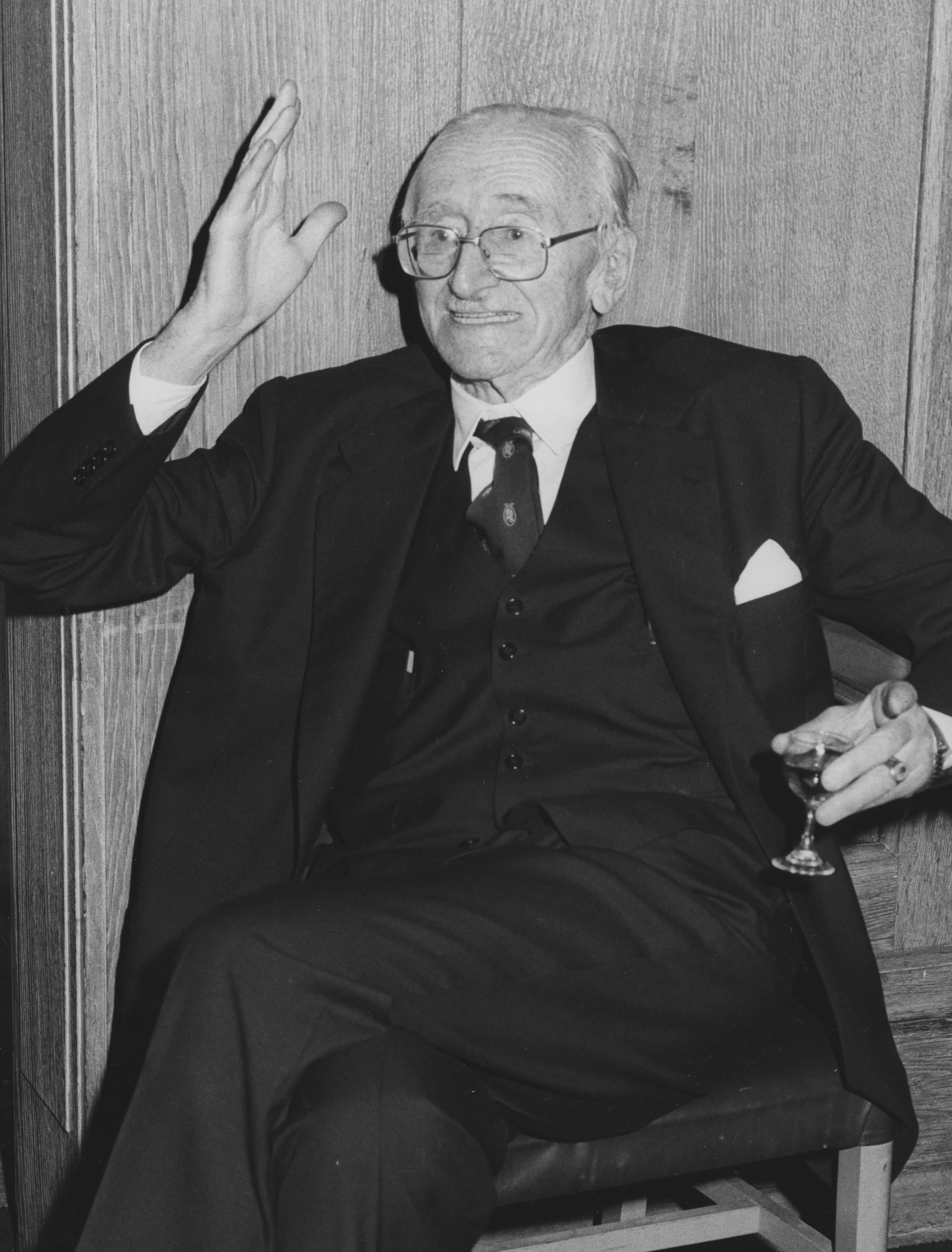
Friedrich August von Hayek (1981)

Friedrich von Hayek wird als Schüler von Mises meist der Österreichischen Schule zugeordnet. Teilweise wird Hayek jedoch auch dem Ordoliberalismus zugeordnet beziehungsweise wird er in der Tradition der Freiburger Schule gesehen. Hayek selbst betrachtete sich ausdrücklich als Nachfolger seines verstorbenen Freundes Eucken, als er 1962 an die Universität Freiburg berufen wurde.
Hayek sieht sich in der Verfassung der Freiheit (1960) „ganz explizit in der Nachfolge des klassischen Liberalismus Humes und Smiths und ihrer Vorstellung zur Evolutorik gesellschaftlicher Entwicklung.“ Im Jahr 1981 erklärte Hayek, dass er kein Neoliberaler sei, sondern dass er die Grundsätze des klassischen Liberalismus weiterentwickeln wolle, ohne sie fundamental zu ändern. Ebenfalls in den 1980er Jahren kam es zu einer Bedeutungsverschiebung des Begriffs Neoliberalismus, dieser wurde nun auch als Kampfbegriff zur Abwertung der Gedankengebäude Hayeks (und Milton Friedmans) gebraucht.
Hayeks einflussreiche Monographie The Road to Serfdom (1944) wendet sich gegen die von ihm beobachteten zunehmenden sozialistischen Tendenzen in Großbritannien. Ähnliche Tendenzen hätten bereits im Deutschland der 1920er und 1930er Jahre zum Nationalsozialismus geführt. Galt der Nationalsozialismus insbesondere unter linken Intellektuellen als kapitalistische Bewegung, ordnete ihn Hayek dem Sozialismus zu. Demnach würden beide der philosophischen Tradition des Kollektivismus entstammen, der sich lediglich einmal in internationaler ein andermal in nationalistischer Gestalt gezeigt habe. Letztlich würden beide Strömungen versuchen, mit Gewalt die gesamte Gesellschaft auf ein Ziel hin auszurichten. Die Einschränkung der wirtschaftlichen Freiheit sei aber von der Einschränkung politischer Freiheit nicht trennbar, die beiden Ausprägungen des Kollektivismus daher totalitär.
Schien ihm die Gefahr durch den Sozialismus in den westlichen Ländern durch das Beispiel der Ostblockländer zunehmend gebannt, so sah er mit zunehmender Sorge die Entwicklung des Wohlfahrtsstaates: In Die Verfassung der Freiheit (1960) widmete er sich deshalb der Auseinandersetzung mit Freiheit des Individuums und deren Verhältnis zu staatlicher Gesetzgebung.
Die Gefährdung individueller Menschenrechte durch eine totalitäre Demokratie wird schließlich in Recht, Gesetzgebung und Freiheit erörtert: Befürwortet Hayek die Demokratie grundsätzlich als utilitaristisches Mittel zur Beschränkung politischer Macht, so führe sie doch nicht als solche zur Bewahrung individueller Freiheit. Er sieht die Gefahr zunehmender Beeinflussung der Politik durch Interessengruppen. Entscheidend sei somit das Verhältnis von demokratischer Entscheidung zu individuellen Menschenrechten, um der Gefahr einer „Diktatur der Mehrheit“ vorzubeugen: „Der Liberalismus […] sieht die Hauptaufgabe in der Beschränkung der Zwangsgewalt jeder Regierung, sei sie demokratisch oder nicht; der dogmatische Demokrat dagegen kennt nur eine Beschränkung der Staatsgewalt und das ist die Meinung der jeweiligen Majorität.“
Friedrich August von Hayek benannte die Einschränkung der Macht der Gewerkschaften, „sowohl rechtlich als auch tatsächlich“, als eine der wichtigsten Aufgaben. Er bezeichnete den Liberalismus als Strategie, den Wettbewerb, den Markt und die Preise bewusst als Ordnungsprinzipien anzuwenden und den gesetzlichen Rahmen, der vom Staat durchgesetzt wird, zu nutzen, „um den Wettbewerb so effektiv und vorteilhaft wie möglich zu gestalten“.
Von Bedeutung sind weiterhin Hayeks Beiträge zur Theorie spontaner Ordnungen sowie seine Überlegungen zum „Wettbewerb als Entdeckungsverfahren“. Aufbauend darauf stellte Hayek dem Gleichgewichtsdenken der Neoklassik seine Theorie der kulturellen Evolution gegenüber.
Hayek plädierte für ein Mindesteinkommen, „unter das niemand zu sinken brauche“. Diese Mindestabsicherung sei eine selbstverständliche Pflicht der Gesellschaft und diene auch der Kriminalprävention:

#### Chicago School
Die Chicago School entwickelte sich aus der Opposition zum zunehmenden Interventionismus (vor allem zum New Deal) in den USA. Ihre Vertreter waren zumeist auch politisch und bemühten sich um die Umsetzung einer freiheitlichen Ordnung in politische Realität. Während die Vertreter der Chicagoer Schule auf frühen Zusammentreffen mit den deutschen Neoliberalen in der Befürwortung einer aktiven staatlichen Wettbewerbspolitik und eines klaren, marktflankierenden Ordnungsrahmens übereinkamen, wandten sich die führenden Vertreter der Chicagoer Schule im Laufe der 1950er Jahre von diesen Grundsätzen ab.

##### Henry C. Simons
Henry Calvert Simons entwarf in Economic Policy for a Free Society (1948) die Grundlagen für eine freiheitliche Gesellschafts- und Wirtschaftsordnung. Ihre Bedrohungen sah er einerseits in Monopolstellungen – diese seien notfalls zu verstaatlichen –, andererseits in der damaligen Finanzverfassung der USA. Bereits 1936 hatte er sich in Monetary Policy gegen die vorgefundene Geldpolitik gewandt, durch die er die Währungsmanipulation begünstigt sah. Anstelle dessen spricht er sich für eine regelgebundene Geldversorgung mit dem Ziel der Preisniveaustabilität aus. 1938 sprach er sich für eine flat tax aus (Personal Income Taxation (1938)). Anstelle der Zentralisierung der Regierungsaufgaben setzte er zunehmende Föderalisierung, insbesondere für fiskalische Aufgaben (Federal Tax Reform, 1950).

##### Milton Friedman

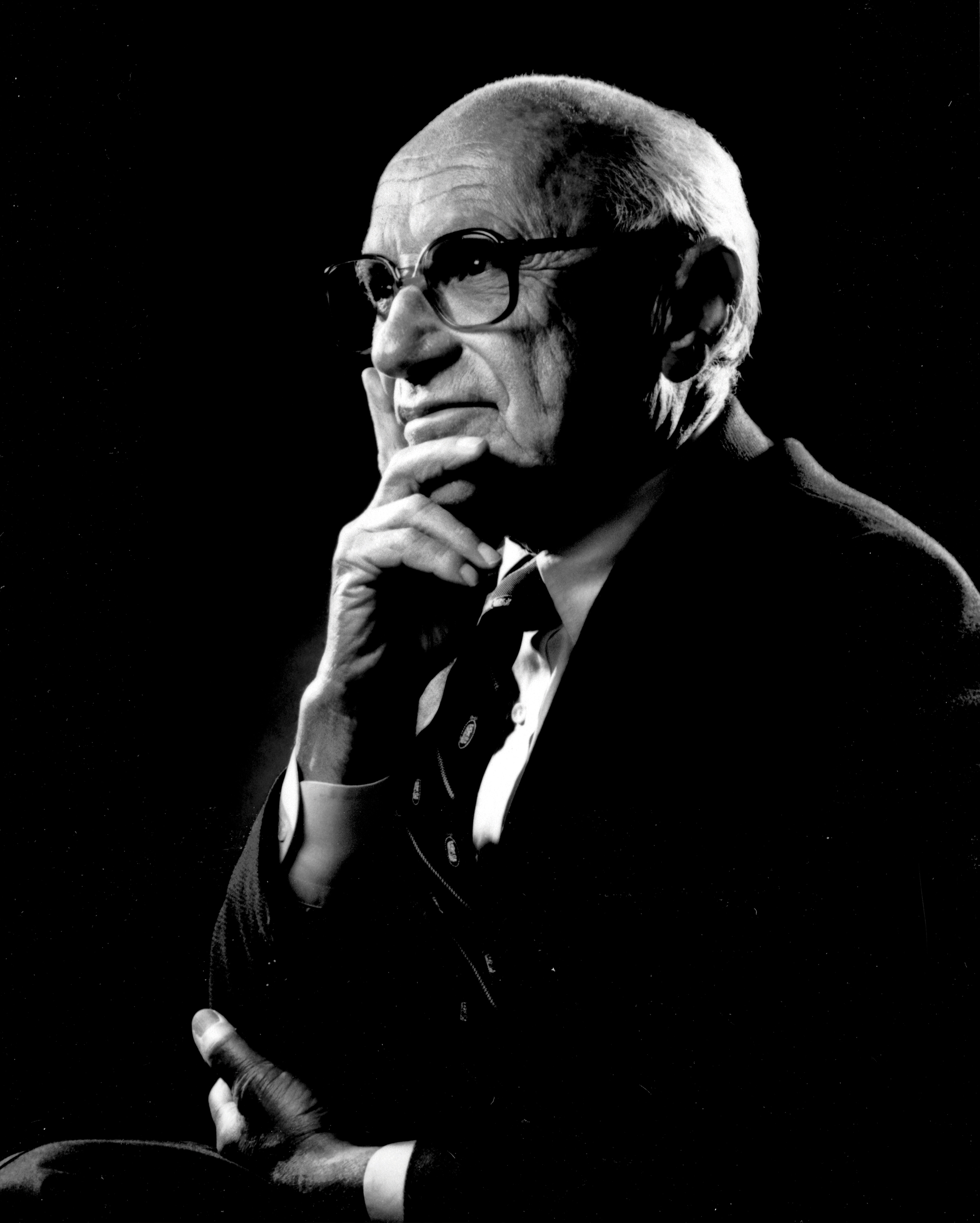
Milton Friedman

Der Nobelpreisträger Milton Friedman gilt als einer der bedeutendsten Vertreter des Neoliberalismus. Er entwickelte die geldpolitische Theorie der Chicago School zum Monetarismus weiter. Die Verstaatlichung natürlicher Monopole lehnt er als nicht zweckführend ab. Ebenso erreiche staatliche Einkommensumverteilung nicht die selbst gesteckten Ziele (Capitalism and Freedom (1962)). Er gehört zu den wichtigsten Befürwortern flexibler Wechselkurse.
Später übertrug er die ökonomische Analyse auf politische Szenarien und entwickelte daraus eine Theorie des Lobbyismus und der Einflüsse von Verbänden und Interessengruppen auf Parteien und Politik:

“Is it really true that political self-interest is nobler somehow than economic self-interest? […] Just tell me where in the world you’re going to find these angels who are going to organize society for us?”

„Ist es wirklich wahr, dass politischer Eigennutz in irgendeiner Weise edler ist als wirtschaftlicher Eigennutz? […] Können Sie mir sagen, wo Sie diese Engel finden wollen, die unsere Gesellschaft planen sollen?“

Zu den Aufgaben des Staates zählte Friedman neben Recht und Ordnung aufrechtzuerhalten und Eigentumsrechte zu definieren unter anderem auch die Förderung des Wettbewerbs, das Entgegenwirken technischer Monopole und externer Effekte und der Ergänzung privater Wohltätigkeit. In Kapitalismus und Freiheit formulierte Friedman seinen Vorschlag eines negative Einkommensteuer genannten Modells eines Grundeinkommens, um Armut zu lindern.
Wie Hayek distanzierte sich Milton Friedman in späteren Publikationen vom Ausdruck Neoliberalismus und bezeichnete sich als Vertreter des klassischen Liberalismus („old-style liberalism“).

#### Virginia School of Political Economy
Zu den wichtigsten Vertretern der Virginia School zählen der Nobelpreisträger James M. Buchanan und Gordon Tullock, die wesentliche Beiträge zur Public Choice Theory leisteten.

## Der Neoliberalismus als Paradigma
Eine (post-)keynesianische Lesart betrachtet den Neoliberalismus weniger als dogmengeschichtliche Blüte der ökonomischen Theorie, sondern als epochenprägendes politökonomisches Paradigma zwischen Mitte der 1970er- und Mitte der 2010er-Jahre. In dieser Lesart entwickelte sich in der Nachkriegszeit ein ökonomisches Modell, das in Anlehnung an den Unternehmer Henry Ford auf Massenproduktion aufgebaut war und in Anlehnung an den Ökonomen John Maynard Keynes dem Staat eine aktive Rolle im Wirtschaftsgeschehen zuordnete. Zentrale Aspekte dieses „keynesianischen Fordismus“ waren eine Lohnentwicklung, die sich am Produktivitätszuwachs orientierte, sowie eine aktive Wirtschaftspolitik zur Stabilisierung der Konjunktur.
Insbesondere in Europa nahmen dabei die organisierten „Großklassen“ der fordistischen Industriegesellschaft einen privilegierten Status ein, nämlich die Dachverbände von Arbeitnehmern und Unternehmern. Deren korporatistischen Strukturen bildeten quasi eine zweite Regierungsebene, ihr Bündnis sicherte den ökonomischen Erfolg dieser Spielart des Kapitalismus (Golden Age), der Mitte der 1970er-Jahre in die Krise kam. Der Korporatismus wurde vom neoliberalen Politikparadigma zunächst in England, dann in anderen Staaten zerschlagen oder zurückgedrängt.

### Genese
Eine politökonomische Erklärung besagt, dass die Gewerkschaften auf die Ölkrise Anfang der 1970er Jahre falsch reagiert hätten. Es gab wegen der steigenden Ölpreise nicht mehr zu verteilen, sondern weniger, daher führten die Lohnerhöhungen zu Inflation, anstatt die Arbeitslosigkeit zu vermindern. Eine ideengeschichtliche Erklärung sieht das Ende des keynesianischen Fordismus von den umtriebigen Ökonomen Friedrich August von Hayek und Milton Friedman paradigmatisch optimal aufbereitet. Eine klassenspezifische Erklärung glaubt weniger an die Kraft der Ideen, sondern sieht im ökonomischen Regimewechsel der 1970er Jahre eine Restauration der Macht der Kapitalistenklasse als Folge von Klassenkämpfen, die mit der Ölkrise aufgebrochen sind. Eine ökologische Erklärung weist darauf hin, dass die Ölknappheit gar nicht hätte entstehen können, wenn der Ressourcenverbrauch in den 1970er-Jahren nicht erstmals an seine Tragfähigkeitsgrenzen gestoßen wäre. Eine finanzwirtschaftliche Erklärung betont, dass mit dem Ende des Bretton-Woods-Systems und der Entstehung internationaler Devisenmärkte Anfang der 1970er-Jahre, der Weg für eine „Finanzialisierung“ der Weltwirtschaft freigemacht wurde. Das alte realwirtschaftliche Modell sei durch ein neues finanzgetriebenes Modell ersetzt worden.

### Die Rolle neoliberaler Denkfabriken
Stephan Schulmeister schrieb 2013, dass Hayek nach seiner Niederlage gegen Keynes durch dessen Publikation seiner „General Theory“ (1936) mit größter Gründlichkeit eine Gegenoffensive plante. Für seine „neoliberale Langfriststrategie“ brauchte er mehrere Komponenten, darunter: „ein internationales Netzwerk, gewissermaßen eine «Neoliberale Internationale»“, sowie „«Stützpunkte» an den wichtigsten Universitäten sowie Thinktanks, welche Intellektuelle aller Schattierungen (Journalisten, Lehrer etc.) mit Argumentationsmaterial“ versorgten. „Als transatlantisches Netzwerk“ habe Hayek 1947 die „Mont Pelerin Society“ mit dem Ziel gegründet, „den Keynesianismus von den Universitäten zu vertreiben.“ „Mithilfe der (Super-)Reichen“ seien „in den 1950er- und 1960er-Jahren viele Thinktanks gegründet und ausgebaut“ worden (insbesondere in England und den USA). Hunderte Ökonomen arbeiteten dort „an neoliberalem Argumentationsmaterial“ und leiteten dieses „an Intellektuelle in den Medien, in den Schulen etc. weiter (Hayeks «second-hand dealers»). Das vom MPS-Mitglied Antony Fisher 1981 gestiftete Atlas Network umfasste nach 35 Jahren 451 „free-market organizations“ in 95 Ländern.

### Charakteristika

#### Finanzialisierung
Unter Finanzialisierung versteht man den Aufstieg der Finanzwirtschaft zur Leitindustrie und die stufenweise Unterwerfung aller anderen Wirtschaftsbereiche unter die Logik der Finanzbranche. Gerald A. Epstein, Ökonom an der University of Massachusetts Amherst, definiert sie als the increasing role of financial motives, financial markets, financial actors and financial institutions in the operation of the domestic and international economies („die wachsende Rolle von finanziellen Motiven, Finanzmärkten, Finanzakteuren und Finanzinstitutionen im Prozess der heimischen und internationalen Wirtschaft“). Durch die Liberalisierung der Finanzmärkte wurden weltweite Kapitalanlagen immer leichter möglich. Immer mehr Kapitalsammelstellen wie Versicherungen und Pensionsfonds, aber auch die privaten Haushalte legten ihre Gelder direkt und indirekt über Kapitalanlagegesellschaften in ausländischen Aktien- und Rentenwerten an. Ein sinkender Anteil dieser Finanzanlagen wurde im herkömmlichen Bankensystem bewegt, ein immer größerer Anteil hingegen in einem Graubereich von Hedgefonds, Investmentfonds oder Indexprodukten.
Ein wichtiges Kennzeichen der Finanzialisierung ist die Shareholder-Value-Orientierung, die alle Unternehmensziele auf Aktionärsinteressen reduzierte. Kursgewinne wurden wichtiger als Renditen, die langfristige Rentabilität trat gegenüber kurzfristigen finanzwirtschaftlichen Kennzahlen in den Hintergrund. Die zunehmende Spekulation führte zu Kursschwankungen, volatilen Preisen, regelmäßigen Finanzkrisen und insgesamt einem instabilen ökonomischen Umfeld. Ausschüttungen, Aktienrückkäufe und Finanzveranlagungen gewannen gegenüber physischen Investitionen an Bedeutung. Die volatilen Preise und die Shareholder Value Orientierung machten physische Kapitalinvestitionen für Unternehmen von der Angebotsseite her unattraktiver. Begleitet von einer Hochzinspolitik der Notenbanken, verschob sich die Rentabilität von Sachkapitalinvestitionen hin zu Finanzanlagen.
Als Risiko erscheint in diesem Zusammenhang auch, dass dem gewaltigen Anwachsen der Finanzvermögen kein entsprechendes Wachstum von Gütern und Dienstleistungen gegenüberstand. Da in einer Volkswirtschaft die finanziellen Vermögen der einen immer den finanziellen Verbindlichkeiten der anderen entsprechen, ist die Finanzialisierung letztlich so etwas wie eine dramatische Bilanzverlängerung.

#### Umverteilung und soziale Gerechtigkeit
Aus der neoliberalen Perspektive werden sozialstaatliche Maßnahmen als „Umverteilung“ von Einkommen zulasten der Reichen abgelehnt. Sozialstaatliche Maßnahmen, auch wenn sie in einer Mehrheitsentscheidung getroffen wurden, seien nicht gerecht, da sie nicht auf der Freiwilligkeit aller Teilnehmer beruhen. Im Verständnis des Neoliberalismus führen ökonomische Tauschgeschäfte, zu denen auch sozialstaatliche Maßnahmen gezählt werden, nur zu einem optimalen und damit gerechten Ergebnis, wenn sich alle Teilnehmer freiwillig dazu entscheiden. Der Staat solle sich auf die Rolle beschränken, „Chancengleichheit bei Markteintritt“ herzustellen.
In der neoliberalen Rhetorik habe die Verfolgung der Interessen der Mehrheit den Staat zur „Beute“ einflussreicher „Interessenkartelle“ wie „Habenichtse“ oder Gewerkschaften werden lassen, deren Einfluss zurückgedrängt werden müsse.
In Folge der neoliberalen Transformation kam es daher zu einem Abbau sozialstaatlicher Leistungen und mehr Armut in der Bevölkerung. Wirtschafts- und Politikwissenschaftler wie Christoph Butterwegge und Heinz-Josef Bontrup sprechen von einer „Umverteilung“ von Arm zu Reich.

#### Standortwettbewerb
Ein weiteres zentrales Merkmal des neoliberalen Modells ist ein immer aggressiverer Standortwettbewerb. Dieser überträgt die Logik der einzelwirtschaftlichen Konkurrenz auf gesamte Volkswirtschaften. Vor allem wurde der Standortwettbewerb zur rhetorischen Figur für die Durchsetzung einer neuen Wirtschaftspolitik mithilfe eines Unterbietungswettlaufs, der zur Absenkung von Sozial-, Arbeits- und Umweltstandards führte, um damit kurzfristige Gewinne und privaten Reichtum zu erlangen. Durch die Akkumulation monetärer und damit politischer Macht bei Investitions-, Hedge-, Pensions- bzw. Private-Equity-Fonds waren diese in der Lage, Staaten zur Durchsetzung ihrer Interessen unter Druck zu setzen.

## Rezeption und Kritik

### Noam Chomsky
Der Linguist Noam Chomsky veröffentlichte 1998 Profit over People – Neoliberalism and Global Order. Er vertritt darin die Ansicht, der Neoliberalismus habe seit Ronald Reagan und Margaret Thatcher weltweite Hegemonie erlangt. Dies habe zur Privilegierung weniger Reicher auf Kosten der großen Mehrheit geführt. Große Konzerne und Kartelle beherrschten das politische Geschehen in den USA. Der freie Markt bringe somit nicht im Geringsten eine Wettbewerbsordnung hervor. Durch den politischen Einfluss großer Unternehmen auf die US-amerikanischen Parteien werde dauerhaft die Demokratie untergraben. Die US-Regierungen hätten dazu durch Subventionen und Importzölle beigetragen. Ein typisches Beispiel der Unterstützung von Großkonzernen durch die Regierung sei die Welthandelsorganisation. Als Alternative sieht Chomsky einen libertären Sozialismus.

### Michel Foucault
Der französische Philosoph Michel Foucault analysierte 1975 in seinem Werk Surveiller et punir (Überwachen und Strafen. Die Geburt des Gefängnisses) zunächst die Entwicklung der modernen Strafsysteme in Europa. Darin beschrieb er zunächst nur „Überwachen und Strafen“ als ein System der Machtausübung, welches sich im Laufe der letzten vier Jahrhunderte etabliert und perfektioniert hat. Er entwickelte dabei „Überwachung“ und „Disziplinierung“ als zentrale Begriffe seiner Theorie eines gesellschaftlichen Gesamtkonzeptes, in welchem die Überwachung gleichzeitig Mittel und Werkzeug zur Disziplinierung der einzelnen Individuen innerhalb einer Gesellschaft wird.
Mit der Verwendung des Begriffs der „Gouvernementalität“ in Vorlesungen am Collège de France von 1977 bis 1978 erfasste Michel Foucault die Subjektebene der „Regierung“ als verantwortliche bzw. regierende Akteure innerhalb der von ihm in seinem Werk Der Wille zum Wissen 1977 (Bio-Macht) und Überwachen und Strafen analysierten Systeme der etablierten Machtmechanismen bzw. Mikro-Mächte.
Im Vortrag Naissance de la biopolitique befasste sich Michel Foucault am 24. Januar 1979 mit dem Verhältnis des deutschen Ordoliberalismus (und besonders Walter Euckens) und des Neoliberalismus zum klassischen Liberalismus sowie dem Einfluss der Philosophie Edmund Husserls auf Eucken.
Michel Foucault trat nicht explizit als „direkter“ Kritiker des Neoliberalismus auf, vielmehr entwickelte er durch seine analytischen Vorarbeiten bzw. Theorie- und Begriffsprägungen die Grundlage der heute im wissenschaftlichen Diskurs populären Governmentality Studies, die sich häufig mit „neoliberalen“ Umgestaltungen des Staates bzw. der Gesellschaft beschäftigen.

### Stephan Schulmeister
Der österreichische Ökonom Stephan Schulmeister sieht im Neoliberalismus „das erfolgreichste Projekt der Gegen-Aufklärung und der Selbst-Entmündigung der Politik“. Er sei „die Ideologie im Interesse des Finanzkapitals (der »Rentiers«), nicht des Realkapitals (der Unternehmer).“ Seine „»Therapien« verschlimmern die »Krankheiten« Arbeitslosigkeit, prekäre Beschäftigung, Staatsverschuldung, soziale Unsicherheit und Armut.“
Das neoliberale Gesellschaftsmodell sei ein »falsches Ganzes« und „Ethik und Moral haben in dieser Weltanschauung keinen Platz“.

### Joseph E. Stiglitz
Joseph Stiglitz kritisiert 2025 in seinem Buch Der Weg zur Freiheit die grob vereinfachende Freiheitsrhetorik des Neoliberalismus, wie ihn die politische Rechte in den USA für sich reklamiert, als „oberflächlich, irreführend und ideologisch motiviert“.
Eine Diskussion über Freiheit müsse mit einer Diskussion der Frage beginnen, über wessen Freiheit wir reden. Die Freiheit einiger, anderen zu schaden, oder die Freiheit anderer, nicht geschädigt zu werden?
Friedman und Hayek betrachteten das Wirtschaftsgeschehen aus einer ideologischen Perspektive – nicht unvoreingenommen. Sie versuchten, ungezügelte Märkte und bestehende Machtverhältnisse, wie sie sich unter anderem in der Einkommens- und Vermögensverteilung widerspiegelten, zu verteidigen. Sie wollten nicht wirklich verstehen, wie der Kapitalismus funktionierte, sondern waren die intellektuellen Handlanger der Kapitalisten. Sie wollten den Einfluss des Staates zurückdrängen und weniger kollektives Handeln. Hayek und Friedman waren die Anführer einer Gruppe konservativer Ökonomen, die versuchten, sachdienliche Diskussionen schon allein durch das von ihnen benutzte Vokabular zu verhindern. Das System, das sich im letzten Viertel des 20. Jahrhunderts auf beiden Seiten des Atlantiks entwickelte, wurde »Neoliberalismus« genannt. Wirklich neu war dabei der Trick, zu behaupten, der Neoliberalismus schaffe Regeln ab, während er tatsächlich neue Regeln einführte, die Banken und Vermögende begünstigten.
Adam Smith war im Hinblick auf ungezügelte Märkte weit weniger optimistisch als seine modernen Anhänger. Stiglitz ist sich sicher, dass er entsetzt gewesen wäre über die Art und Weise, wie politisch Rechtsstehende das marktwirtschaftliche System auffassten.
Der Glaube an ungezügelte, unregulierte Märkte habe zu massiven Ungleichheiten geführt und liefere fruchtbaren Boden für Populisten. Diese Sprache der Freiheit habe „unsere Fähigkeit eingeschränkt, in vernünftiger Weise darüber nachzudenken, welches politische, wirtschaftliche und gesellschaftliche System dem gesamtgesellschaftlichen Wohlergehen am förderlichsten ist“. 
„Freie, ungezügelte Märkte begünstigen Ausbeutung, nicht Wahlfreiheit“. Regelsetzung sei nicht das Gegenteil von Freiheit; selbst ältere, einfachere Gesellschaften brauchten Regeln. Die Finanzkrise von 2008 markierte vielleicht den Höhepunkt des Neoliberalismus. Sie zeigte, dass die Finanzmarktliberalisierung selbst in der Hochburg des Kapitalismus scheiterte. Der Staat musste damals die Wirtschaft retten. Die gemischte Wirtschaftsordnung, die in den Jahren nach dem Zweiten Weltkrieg entstand, war entschieden antisozialistisch. Privatunternehmen waren vorherrschend, aber der Staat spielte eine entscheidende Rolle bei der Gewährleistung des Wettbewerbs, der Verhinderung von Ausbeutung und der Stabilisierung der Gesamtwirtschaft. Dieses Wirtschaftsmodell war enorm erfolgreich. Ironischerweise wurde keine »Theorie« erarbeitet, die erklärt hätte, warum sich die Dinge während dieser Zeit so gut entwickelten.
Der Neoliberalismus sei nicht nachhaltig. Er schaffe sich selbst ab. Er habe unsere Gesellschaft und die Menschen, die in ihr leben, deformiert. Der materialistische, extreme Egoismus, den er förderte, habe die Demokratie, den gesellschaftlichen Zusammenhalt und das Vertrauen untergraben, was sogar die Funktionstüchtigkeit der Wirtschaft schwächte. In gewisser Weise wird Menschen die Freiheit genommen, in einer anderen als der vom Markt diktierten Weise zu handeln.
Politische Debatten erreichen oftmals nicht das gleiche Ausmaß an Differenziertheit und Komplexität wie die intellektuellen Debatten, die hinter ihnen liegen und sie, zum Teil, anregen.
Ökonomen haben unter Bildung traditionell lediglich die Vermittlung von Fähigkeiten und Kompetenzen – also die Erzeugung von Humankapital – verstanden. Aber Bildung tue mehr als das; sie forme die Persönlichkeit. 
Evolutionäre Prozesse seien nicht zielgerichtet. Es könne nicht davon ausgegangen werden, dass sie zur langfristigen dynamischen Effizienz der Volkswirtschaft führen. 
Der Neoliberalismus hatte externen Effekten kaum Beachtung geschenkt, aber mit dem Klimawandel und dann der Covid-19-Pandemie wurde klar, dass externe Effekte von größter Bedeutung sind.
Ohne strenge Regulierung werde der Neoliberalismus unseren Planeten zerstören.

### Neomarxistische Interpretation
Aus neomarxistischer Perspektive stellt der Neoliberalismus ein Klassenprojekt dar. Diese Sichtweise interpretiert Neoliberalismus als Reaktion auf die Schwächung kapitalistischer Herrschaftsansprüche während der Phase des Fordismus. Ziele dieser Gegenbewegung seien das Zurückdrängen von Arbeitnehmerinteressen, die Erhöhung der unternehmerischen Profite sowie die Polarisierung der Einkommensverteilung.
Eine der einflussreichsten kritischen Abhandlungen aus neomarxistischer Sicht stammt von David Harvey. In seinem Buch A Brief History of Neoliberalism weist Harvey darauf hin, dass man Neoliberalismus auch als ein politisches Projekt zur Wiederherstellung der Macht ökonomischer Eliten deuten könne.
Chantal Mouffe und Ernesto Laclau sehen im Neoliberalismus den Versuch der Infragestellung von Freiheitsvorstellungen des klassischen Liberalismus und folgender politischer Ideologien. Der Liberalismus betrachte Staatsinterventionen zur Bekämpfung von Ungleichheiten als Mittel zur Gewinnung von Freiheit. Bald sei die politische Freiheit in den Diskurs aufgenommen worden, und schließlich wären Armut und große soziale Ungleichheiten als freiheitsgefährdende Faktoren dargestellt worden. Der Neoliberalismus versuche dagegen, zurückzukehren „zur traditionellen Konzeption von Freiheit, die als Nichteinmischung in das Recht unbeschränkter Aneignung und in die Mechanismen der kapitalistischen Marktwirtschaft“ verstanden werde. Dies beinhalte den Versuch „jede ‚positive‘ Konzeption von Freiheit als potentiell totalitär zu diskreditieren.“

### Antidemokratische Tendenzen
Der Politikwissenschaftler Christoph Butterwegge sieht in dem neoliberalen Marktfundamentalismus – anders als die Anhänger dieser Ideologie selbst – antidemokratische Tendenzen. Butterwegge argumentiert, dass demokratische Willensbildungs- und Entscheidungsprozesse von Neoliberalen als störend für die Hegemonie des Marktes angesehen werden. Das Privateigentum an Produktionsmitteln werde zum zentralen Fixpunkt der Gesellschaft gemacht. Durch Privatisierung des öffentlichen Eigentums solle dieses der demokratischen Kontrolle entzogen werden.
Philipp Lepenies nimmt Anstoß daran, dass an die Stelle der Souveränität des politischen Staatsbürgers im Neoliberalismus die Konsumentensouveränität trete.
Auch Stephan Schulmeister erklärt in Der Weg zur Prosperität in einer der Hauptaussagen (6. These): Das „Primat des Marktes ist unvereinbar mit Demokratie (»am Markt« zählen »Geldstimmen«).“

### „Progressiver“ Neoliberalismus
Nancy Fraser erkennt eine Allianz der Verfechter neoliberaler Politik – insbesondere des Finanzkapitals, der Technologieunternehmen und der „symbolischen Industrien“ – mit den liberal-progressiven Bewegungen, die sich in der Ära Clinton für den Kampf gegen Diskriminierung eingesetzt hätten. Die Frauenbewegung, aber auch andere Bewegungen von Unterprivilegierten (Antirassismus-, Multikulturalismus-, LGBTQ-Bewegung) hätten den Fehler begangen, die Sache des sozialen Ausgleichs einem falschen „Emanzipationsverständnis unter den Vorzeichen der Leistung, der Diversität und des Empowerments“ zu opfern. Sie hätten sich für den „Aufbau einer meritokratischen Leistungsgesellschaft“ engagiert und den „Sturm auf die Führungsetagen propagiert“. Bestehende ökonomische Hierarchien seien nicht mehr in Frage gestellt worden. Die Emanzipation sei gleichgesetzt worden mit dem Aufstieg der „Begabteren unter den Frauen und Minderheiten“, während die einfache Dienstleistungsarbeit auf „arme, farbige Migrantinnen“ abgewälzt worden sei.
Hillary Clinton sei eine typische Vertreterin dieser Konstellation; sie repräsentiere das Finanzkapital und zugleich den Feminismus in einem Bündnis, das von Fraser als progressiver Neoliberalismus bezeichnet wird. Der Soziologe Michael Kreiter spricht in diesem Zusammenhang von einem „neoliberalen Multikulturalismus“: Die akademischen Eliten hätten die „Farbenblindheit“ (colourblindness) des Neoliberalismus voll verinnerlicht und begrüßten sie im Sinne einer meritokratischen Konkurrenz, an der sich Zuwanderer beteiligen könnten, die die Förderung Benachteiligter im eigenen Land jedoch ausschließe, was zu neuen Spaltungslinien führe.
Als eine weitere Ursache dafür, dass sich der Feminismus der Nachkriegszeit zur „Handlangerin eines neuen, deregulierten Kapitalismus“ entwickelt habe, sieht Fraser auch die Zuwendung zur Politik der ersten Person. Zwar hätten die Feministen zurecht kritisiert, dass „nichtökonomische“ Ungerechtigkeiten oft nicht beachtet worden seien. Doch anstatt die ökonomische und kulturelle Gerechtigkeit gleichermaßen zu fördern, habe es eine einseitige Hinwendung zur Geschlechtsidentität gegeben (Identitätspolitik), während ökonomische Ungerechtigkeiten vernachlässigt worden seien. Dies passte laut Fraser „nur zu gut zum Aufstieg eines Neoliberalismus, dem es vor allem darum ging, den Gedanken der sozialen Gleichberechtigung aus dem öffentlichen Gedächtnis zu tilgen“.

### Kritik aus ökologischer Perspektive
Einige Umweltschützer sehen die Form der globalisierten Wirtschaftsweise, die durch Deregulierung der Märkte, Privatisierung und eine Verringerung der Staatsquote entstanden sei, als Bedrohung für das ökologische Gleichgewicht und die natürliche Vielfalt unseres Planeten an. Die Aufhebung von Marktbegrenzungen würde außer Acht lassen, dass die biologischen Ressourcen beschränkt seien. Neoliberale Konzepte des Marktes, die private Renditeerwartungen in den Vordergrund stellten, würden einen Raubbau an der Biosphäre befördern und dem Gemeinwohl schaden, denn alles Geld, das scheinbar aus dem Nichts verdient werde, stamme aus irgendeiner Liquidation von sozialem, menschlichem oder natürlichem Kapital.
Laut Philipp Lepenies fußt der Neoliberalismus auf der „Vorstellung eines allseits Nutzen spendenden Effekts des individuellen Konsums“ und stehe damit im Gegensatz zum Gutachten des Wissenschaftlichen Beirates der Bundesregierung Globale Umweltveränderungen (WBGU) von 2011 Welt im Wandel – Gesellschaftsvertrag für eine Große Transformation, das 2011 darlegte, dass die Menschen zum Wohl Aller sowie auch künftiger Generationen Verzicht üben müssten.
Gegen die Klimakatastrophe sei für eine „gesellschaftliche Transformation hin zu mehr Nachhaltigkeit“ eine Politik der Aktion und der Verhaltenssteuerung notwendig, wobei „die Sachdiskussionen im demokratischen Diskurs auch mit Moralvorstellungen zu verbinden“ seien. Doch der Neoliberalismus verlange „Extremtoleranz gegenüber jedweder Konsumentscheidung“, halte es für einen „Freiheitsbeweis“, dass der Marktmechanismus Handlungen niemals moralisch bewerte und sehe Verbote und Verzicht als illegitimen „Eingriff in ein selbsterarbeitetes und damit zweifelsfrei wohlverdientes Konsumverhalten“ an, der dem Staat auch nicht erlaubt sei, um einen unter Nachhaltigkeitsgesichtspunkten größeren Schaden von der Allgemeinheit abzuwenden.

### Erfahrungen aus der Corona-Krise
Der Gründer des Weltwirtschaftsforums, Klaus Schwab, kommentierte in einem im September 2020 erschienenen Interview: „Landläufig wird unter Neoliberalismus ein ungeregelter, ungehemmter Kapitalismus verstanden. Und gerade die Länder, die diese Strategie am stärksten vorangetrieben haben – beispielsweise die USA und Großbritannien – werden von Corona mit am härtesten getroffen. Die Pandemie hat somit einmal mehr gezeigt: Der Neoliberalismus in dieser Form hat ausgedient.“
Dem Ökonomen und Präsidenten des Deutschen Instituts für Wirtschaftsforschung Marcel Fratzscher zufolge haben sich in der Corona-Krise die Grenzen freier Märkte und die Stärke der Politik gezeigt. Würden sich Gesellschaften nur auf den freien Wettbewerb verlassen, würden die Risiken derzeit überdeutlich. Der Deutschen Presse-Agentur gegenüber äußerte er: „Ich würde schon sagen, dass die Corona-Krise so etwas wie der letzte Sargnagel für den Neoliberalismus ist.“ Neben dem Spiegel griff auch die Frankfurter Allgemeine Zeitung Fratzschers Äußerung in ihrem Nachrichtendienst auf.
Das in Chile von der Bevölkerung kritisierte neoliberale Entwicklungsmodell zeige seine Probleme während der Pandemie, in dem wirtschaftliche Interessen den gesellschaftlichen übergeordnet wurden. Nun würden drei Krisen sichtbarer sein: die Gesundheitskrise, die soziale Krise und die Demokratiekrise.
Der Chefredakteur der Financial Times schrieb in einem 2020 veröffentlichtem Text: „Das Virus legt die Zerbrechlichkeit des Gesellschaftsvertrags offen“. Der Text spreche sich für eine Änderung der politischen Richtung, für ein universelles Grundeinkommen und für höhere Vermögenssteuern aus. Man müsse, „um kollektive Opfer zu fordern, einen Gesellschaftsvertrag anbieten, der allen zu Gute kommt“.
Als Reaktion auf die Krise investiert Großbritannien Milliarden in das Sozialversicherungssystem und Schweden hebt die Obergrenze für die Arbeitslosenversicherung an.

### Reaktionäre Folgen des Neoliberalismus
Christoph Butterwegge argumentiert, der Neoliberalismus habe den geistigen und sozialen Nährboden für den Rechtsextremismus der heutigen Zeit geschaffen. Überschneidungen gebe es zum einen in der Verabsolutierung der Höchstleistung und Glorifizierung der Konkurrenz, „in welcher sich der Starke gegenüber dem Schwachen durchsetzen soll“. Zum anderen sieht er die durch den Standortwettbewerb hervorgerufenen Verteilungskämpfe zwischen unterschiedlichen Nationen als begünstigend für rechtspopulistische Argumentationsmuster an, die diese Verteilungskämpfe als Konflikte unterschiedlicher Kulturen und Ethnien umdeuten: „Verteilungskämpfe werden zu Abwehrgefechten der Einheimischen gegen ‚Fremde‘“.
Die Anti-Gender-Bewegung in Europa, die sich gegen ein Feindbild von Gleichstellungspolitik (Gender-Mainstreaming), LGBT-Rechten und Gender Studie richtet, wird von Agnieszka Graff und Elżbieta Korolczuk unter anderem als „reaktionäre Kritik am Neoliberalismus“ interpretiert. Rechtspopulisten würden die Ängste, die aus den zunehmend prekären Arbeits- und Lebensbedingungen in Folge des neoliberalen Paradigmas resultierten, ausnutzen und gegen Gleichstellungsfragen lenken. Anstatt das Problem in sozioökonomischen Begriffen wie Ungerechtigkeit und Ausbeutung zu benennen, werde die Kritik moralisiert und die Gewinner des Kapitalismus würden als degeneriert und moralisch korrupt dargestellt.
Der Biosoziologe John Bone analysierte am Beispiel von QAnon, wie die neoliberale Politik seit den 1970ern zum Aufkommen demagogischer Führer beigetragen habe. Die Deregulierung, Ökonomisierung und Austeritätspolitik des Neoliberalismus sei für große ökonomische Ungleichheit und Unsicherheit verantwortlich. Gleichzeitig trügen die ideologischen Tropen des Neoliberalismus – Wahlfreiheit, Autonomie, Selbstständigkeit und Leistungsgesellschaft – zu der Sichtweise bei, in der Misserfolg als persönliche Schwäche interpretiert werde anstatt als Ergebnis der strukturellen Bedingungen, und hätten damit Gefühle der persönlichen Unzulänglichkeit und Selbstvorwürfe verstärkt. Dies habe bei vielen Menschen Stress und Angst und damit eine Überstimulation der Amygdala verursacht, was zu irrationalem und kurzfristig orientiertem Denken geführt habe, wovon wiederum rechte Verschwörungserzählungen wie QAnon profitieren würden. Er vergleicht die Bedingungen mit denen in den 1920er- und 1930er-Jahren, in denen ebenfalls ein „ungebremster Kapitalismus und ein hohes Maß an wirtschaftlicher Ungleichheit“ vorgeherrscht habe und es später zum Aufstieg des Faschismus kam.